# Liste der Biografien/Fern
Liste der Biografien |
Portal Biografien |
Personensuche
# |
A |
B |
C |
D |
E |
F |
G |
H |
I |
J |
K |
L |
M |
N |
O |
P |
Q |
R |
S |
T |
U |
V |
W |
X |
Y |
Z |
?
 
Fa |
Fe |
Ff |
Fh |
Fi |
Fj |
Fk |
Fl |
Fm |
Fn |
Fo |
Fr |
Ft |
Fu |
Fy
 
Fea |
Feb |
Fec |
Fed |
Fee |
Fef |
Feg |
Feh |
Fei |
Fej |
Fek |
Fel |
Fem |
Fen |
Feo |
Fer |
Fes |
Fet |
Feu |
Fev |
Few |
Fey |
Fez
 
Fera |
Ferb |
Ferc |
Ferd |
Fere |
Ferf |
Ferg |
Ferh |
Feri |
Ferj |
Ferk |
Ferl |
Ferm |
Fern |
Fero |
Ferr |
Fers |
Fert |
Feru |
Ferv |
Ferw |
Fery |
Ferz
Die Liste der Biografien führt alle Personen auf, die in der deutschsprachigen Wikipedia einen Artikel haben. Dieses ist eine Teilliste mit 626 Einträgen von Personen, deren Namen mit den Buchstaben „Fern“ beginnt.

## Fern
- Fern, Arno (1938–2015), deutscher Wirtschaftsingenieur und Vorstandsmitglied sowie Geschäftsführer der Israelitischen Religionsgemeinschaft Württembergs (IRGW)
- Fern, Cody (* 1988), australischer Schauspieler
- Fern, Dieter (* 1944), deutscher Fußballspieler
- Fern, Ernst (1934–2019), deutscher Tanzlehrer
- Fern, Fanny (1811–1872), US-amerikanische Kolumnistin und Schriftstellerin
- Fern, Harold (1881–1974), britischer Schwimmsportfunktionär

### Ferna

#### Fernal
- Fernald, Bert M. (1858–1926), US-amerikanischer Politiker
- Fernald, Merritt Lyndon (1873–1950), US-amerikanischer Botaniker

#### Fernan
- Fernán Gómez, Fernando (1921–2007), spanischer Schauspieler und Regisseur
- Fernán Sánchez de Castro († 1275), natürlicher Sohn König Jakobs I. von Aragón, Herr von Castro
- Fernan, Marcelo B. (1927–1999), philippinischer Jurist und Politiker

##### Fernand
- Fernand-Lafargue, Jean (1856–1903), französischer Schriftsteller

###### Fernanda
- Fernandão (1978–2014), brasilianischer Fußballspieler und -trainer

###### Fernandel
- Fernandel (1903–1971), französischer Schauspieler und SängerFernandel (1903–1971)

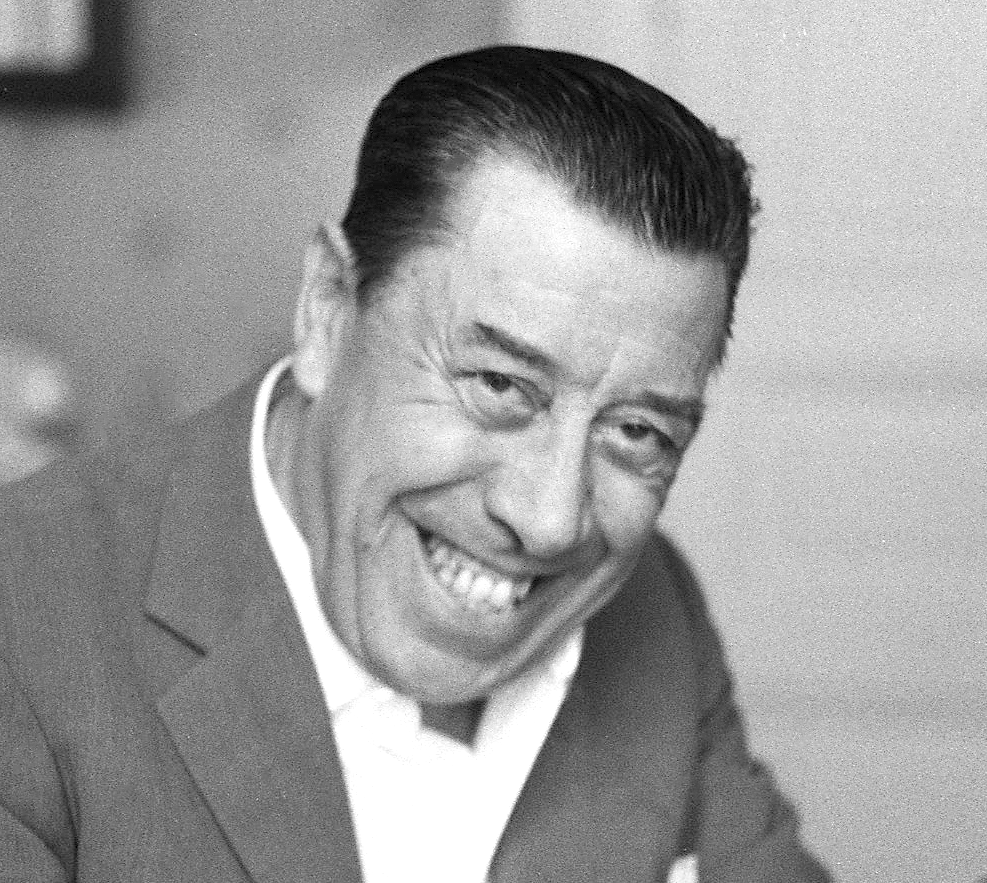
Fernandel (1903–1971)

###### Fernandes
- Fernandes Arruda, Millene Karine (* 1994), brasilianische Fußballspielerin
- Fernandes Barreto, Anthony Alwyn (* 1952), indischer Geistlicher, emeritierter römisch-katholischer Bischof von Sindhudurg
- Fernandes Bijos, Geraldo (1913–1982), brasilianischer Ordensgeistlicher, Bischof und Erzbischof von Londrina
- Fernandes Cavalcanti, Tiago (* 1984), spanisch-brasilianischer Fußballspieler
- Fernandes Costa, Joana (* 1971), portugiesische Richterin
- Fernandes Dantas, António Vitalino (* 1941), portugiesischer Ordensgeistlicher und emeritierter römisch-katholischer Bischof von Beja
- Fernandes de Andrade, Heberty (* 1988), brasilianischer Fußballspieler
- Fernandes de Araújo, Serafím (1924–2019), brasilianischer Geistlicher, Erzbischof von Belo Horizonte und Kardinal der römisch-katholischen Kirche
- Fernandes de Melo, Alair Vilar (1916–1999), brasilianischer Geistlicher, römisch-katholischer Erzbischof von Natal
- Fernandes de Oliveira, Deyvison (* 1991), brasilianischer Fußballspieler
- Fernandes dos Santos, Raquel (* 1991), brasilianische Fußballspielerin
- Fernandes e Brito, Vicente (* 1968), osttimoresischer Jurist
- Fernandes Genebra, Susana (* 1969), deutsche Schauspielerin und Hörspielsprecherin
- Fernandes Inglês de Almeida Alves, Faustina (* 1956), angolanische Politikerin
- Fernandes Madeca, Paulino (1927–2008), angolanischer Bischof
- Fernandes Mourão, Henrique César (1877–1945), brasilianischer Ordensgeistlicher und römisch-katholischer Bischof von Cafelândia
- Fernandes Neto, Elione (* 2005), angolanischer Fußballspieler
- Fernandes Pereira Gomes, Eduardo (* 1981), kap-verdisch-portugiesischer Fußballspieler
- Fernandes Ribeiro, Lenon (* 1990), brasilianischer Fußballspieler
- Fernandes Tomás, Manuel (1771–1822), portugiesischer Jurist und Staatsmann
- Fernandes, Alarico, osttimoresischer Politiker und Unabhängigkeitsaktivist
- Fernandes, Alberta Marques (* 1968), portugiesische Journalistin
- Fernandes, Alex (* 1973), brasilianischer Fußballspieler
- Fernandes, Alexandre Luiz (* 1986), brasilianischer Fußballspieler
- Fernandes, Ana (* 1971), kap-verdische Filmeditorin, Drehbuchautorin, Regisseurin, Dramaturgin und Szenenbildnerin
- Fernandes, Ana Maria De Sá (* 1987), portugiesische Fußballspielerin
- Fernandes, Angelo Innocent (1913–2000), indischer Geistlicher, römisch-katholischer Erzbischof von Delhi
- Fernandes, Anthony (1936–2023), indischer Geistlicher und römisch-katholischer Bischof von Bareilly
- Fernandes, António, portugiesischer Seefahrer
- Fernandes, António (* 1962), portugiesischer Schachspieler
- Fernandes, Ariano (* 1963), brasilianischer Politiker
- Fernandes, Augusto († 2018), argentinischer Theaterregisseur und Leiter einer Schauspielschule in Buenos Aires
- Fernandes, Bernardo Mançano, brasilianischer Agrargeograph
- Fernandes, Bruno (* 1994), portugiesischer Fußballspieler
- Fernandes, Carlos Alberto (* 1979), angolanisch-portugiesischer Fußballtorhüter
- Fernandes, Clovis (1954–2015), brasilianischer Fußballfan
- Fernandes, Daniel (* 1973), französischer Judoka
- Fernandes, Daniel (* 1983), portugiesischer Fußballspieler
- Fernandes, Derek (* 1954), indischer Geistlicher, römisch-katholischer Bischof von Belgaum
- Fernandes, Domingos da Apresentação (1894–1962), portugiesischer römisch-katholischer Geistlicher, Bischof von Aveiro
- Fernandes, Duarte, portugiesischer Schneider
- Fernandes, Duarte (* 2002), portugiesischer Leichtathlet
- Fernandes, Dulce, portugiesische Filmregisseurin
- Fernandes, Earl (* 1972), US-amerikanischer Geistlicher und römisch-katholischer Bischof von Columbus
- Fernandes, Edimilson (* 1996), Schweizer FussballspielerEdimilson Fernandes (* 1996)

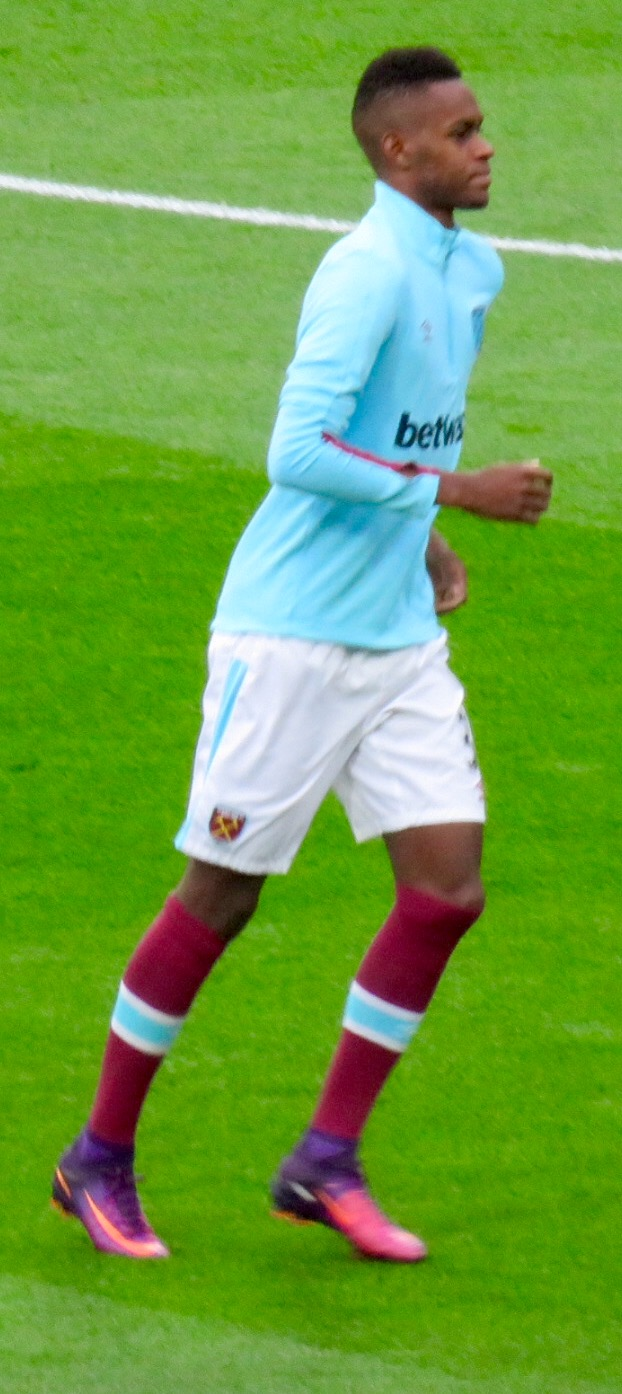
Edimilson Fernandes (* 1996)

- Fernandes, Edite (* 1979), portugiesische Fußballspielerin
- Fernandes, Elisa (1950–1993), brasilianische TV- und Theaterschauspielerin, Werbe-Ikone
- Fernandes, Emanuel (* 1967), angolanischer Beachvolleyballspieler
- Fernandes, Ernesto (1945–2025), osttimoresischer Politiker und Freiheitskämpfer
- Fernandes, Filomeno Pedro Cabral (1955–2020), osttimoresischer Sportfunktionär
- Fernandes, Florestan (1920–1995), brasilianischer Soziologe
- Fernandes, Francis (* 1985), indischer Fußballspieler
- Fernandes, Francisco, portugiesischer Kolonialsoldat
- Fernandes, Francisco Dionisio (* 1974), osttimoresischer Diplomat
- Fernandes, Gaspar († 1629), Komponist, Organist und Kapellmeister im Vizekönigreich Neuspanien (heute Guatemala und Mexiko)
- Fernandes, Gedson (* 1999), portugiesischer Fußballspieler
- Fernandes, Gelson (* 1986), Schweizer FussballspielerGelson Fernandes (* 1986)

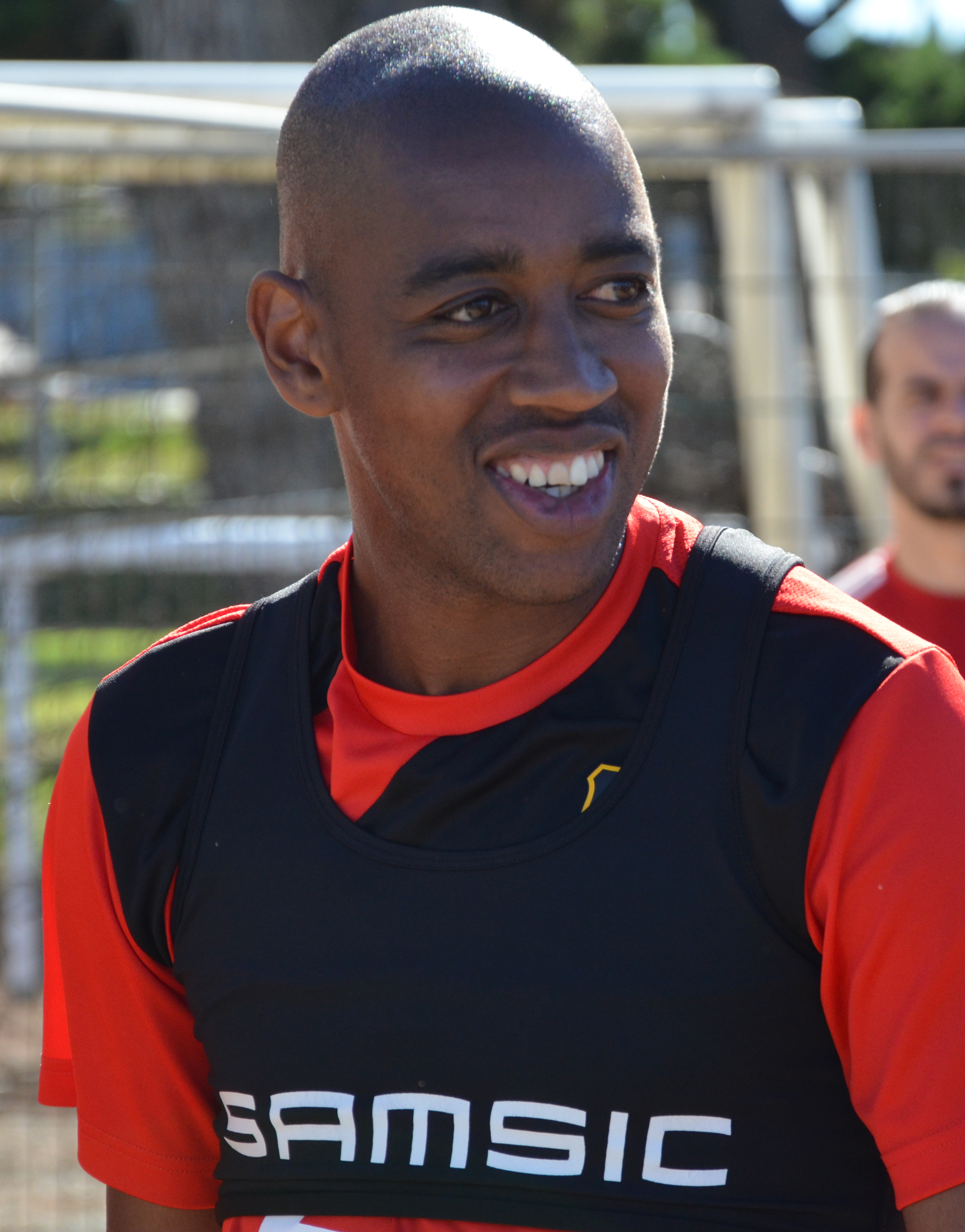
Gelson Fernandes (* 1986)

- Fernandes, George (1930–2019), indischer Politiker
- Fernandes, Hugo Maria (* 1971), osttimoresischer Journalist
- Fernandes, Isidore (1947–2023), indischer Geistlicher, Bischof von Allahabad
- Fernandes, Jacob († 2007), osttimoresischer Politiker
- Fernandes, João (* 1940), US-amerikanischer Kameramann
- Fernandes, João Alexandre Duarte Ferreira (* 1979), portugiesischer Fußballspieler
- Fernandes, João Cardoso, osttimoresischer Politiker
- Fernandes, Joelson (* 2003), portugiesischer Fußballspieler
- Fernandes, John (1936–2021), katholischer Priester und Hochschullehrer
- Fernandes, Jorge (* 1962), brasilianischer Schwimmer
- Fernandes, José de Oliveira (1943–2020), brasilianischer Politiker, Jurist, Hochschullehrer
- Fernandes, José Manuel (* 1966), osttimoresischer Politiker
- Fernandes, José Manuel (* 1967), portugiesischer Politiker, MdEP
- Fernandes, Joseph Alexander (1889–1967), indischer römisch-katholischer Geistlicher
- Fernándes, Junior (* 1988), chilenischer Fußballspieler
- Fernandes, Karen (* 1997), brasilianische Radrennfahrerin
- Fernandes, Leonel (* 1998), portugiesischer Handballspieler
- Fernandes, Lucas (* 1994), brasilianischer Fußballspieler
- Fernandes, Luis Carlos (* 1985), brasilianischer Fußballspieler
- Fernandes, Luís Inácio Henriques, osttimoresischer Beamter
- Fernandes, Lukas (* 1993), dänischer Fußballtorhüter
- Fernandes, Manuel (* 1986), portugiesischer Fußballspieler
- Fernandes, Marcelo (* 1971), brasilianischer Fußballspieler und -trainer
- Fernandes, Marcelo (* 1991), brasilianischer Fußballspieler
- Fernandes, Márcio (* 1983), kap-verdischer Leichtathlet im Behindertensport
- Fernandes, Maria de Lurdes Correia (* 1958), portugiesische Historikerin
- Fernandes, Maria Solana da Conceição Soares (* 1966), osttimoresische Politikerin und Juristin
- Fernándes, Mariane (* 1996), brasilianische Handballspielerin
- Fernandes, Mário (* 1990), brasilianisch-russischer Fußballspieler
- Fernandes, Mario (* 1991), deutscher Handballspieler
- Fernandes, Marta (* 1979), portugiesische Schauspielerin und Sängerin
- Fernandes, Martinho, osttimoresisch-indonesischer Beamter
- Fernandes, Mateus (* 1973), osttimoresischer Polizist
- Fernandes, Matheus (* 1998), brasilianischer Fußballspieler
- Fernandes, Mathias Sebastião Francisco (1917–1985), portugiesischer Geistlicher, Bischof von Mysore
- Fernandes, Milka Loff (* 1980), deutsche Fernsehmoderatorin und SchauspielerinMilka Loff Fernandes (* 1980)

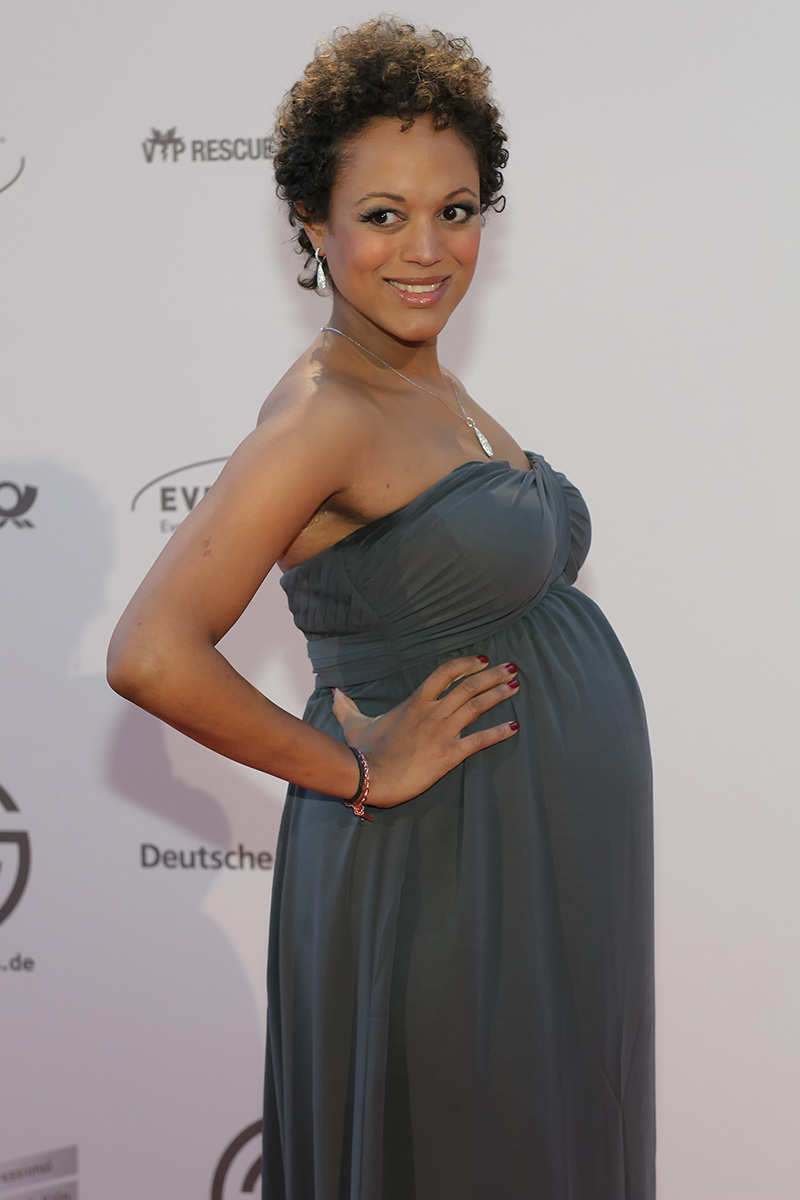
Milka Loff Fernandes (* 1980)

- Fernandes, Nicolas (* 1988), französischer Fußballspieler
- Fernandes, Nicolette (* 1983), guyanische Squashspielerin
- Fernandes, Nilton (* 1979), kap-verdischer und portugiesischer Fußballspieler
- Fernandes, Oscar (1941–2021), indischer Politiker
- Fernandes, Paula (* 1984), brasilianische Singer-Songwriterin
- Fernandes, Pedro (* 1977), portugiesischer Radrennfahrer
- Fernandes, Rafael (* 2002), portugiesischer Fußballspieler
- Fernandes, Remo (* 1953), indischer Sänger, Gitarrist und Komponist
- Fernandes, Ricardo (* 1972), portugiesischer Badmintonspieler
- Fernandes, Ricardo (* 1978), portugiesischer Fußballspieler
- Fernandes, Roger (* 2005), portugiesisch-guinea-bissauischer Fußballspieler
- Fernandes, Rogério (* 1969), brasilianisch-portugiesischer Basketballspieler
- Fernandes, Rosette Batarda (1916–2005), portugiesische Botanikerin
- Fernandes, Rubem César (* 1943), brasilianischer Philosoph
- Fernandes, Rui da Silva († 2007), osttimoresischer Politiker und Unabhängigkeitsaktivist
- Fernandes, Savio Dominic (* 1954), indischer römisch-katholischer Geistlicher, Weihbischof in Bombay
- Fernandes, Simiao Purificaçao (* 1967), indischer römisch-katholischer Geistlicher, Weihbischof in Goa und Daman
- Fernandes, Stanislaus (* 1939), indischer Ordensgeistlicher, emeritierter römisch-katholischer Erzbischof von Gandhinagar
- Fernandes, Tiago (* 1993), brasilianischer Tennisspieler
- Fernandes, Tony (* 1964), malaysischer Unternehmer und Gründer der Firma Tune Air Sdn. Bhd.
- Fernandes, Valentim, Buchdrucker in Portugal
- Fernandes, Vanessa (* 1985), portugiesische Triathletin und Radsportlerin
- Fernandes, Vânia (* 1985), portugiesische Sängerin
- Fernandes, Vargas (* 1977), kap-verdischer Fußballspieler
- Fernandes, Venceslau (* 1945), portugiesischer Radrennfahrer
- Fernandes, Vitorino (1896–1983), brasilianischer Wasserballspieler
- Fernandes, Vittore Rosario (1881–1955), indischer Geistlicher, römisch-katholischer Bischof von Mangalore

###### Fernandez A
- Fernández Ache, María, spanische Schauspielerin
- Fernández Acuña, Mauro (1843–1905), costa-ricanischer Politiker
- Fernández Aguado, Javier (* 1961), spanischer Wirtschaftswissenschaftler und Autor
- Fernández Allende, Maya (* 1971), chilenische Politikerin
- Fernández Alonso, Aniceto (1895–1981), spanischer Ordensgeistlicher, Generalsuperior der Dominikaner
- Fernández Alonso, David (* 1996), spanischer Handballspieler
- Fernández Álvarez, Manuel (1921–2010), spanischer Historiker
- Fernández Angulo, José Trinidad (* 1964), venezolanischer Geistlicher, römisch-katholischer Bischof von Trujillo
- Fernández Apaza, René (1924–2013), bolivianischer Geistlicher, römisch-katholischer Erzbischof von Cochabamba
- Fernández Ardavín, César (1923–2012), spanischer Filmregisseur
- Fernández Arteaga, José (1933–2021), mexikanischer Geistlicher, römisch-katholischer Erzbischof von Chihuahua
- Fernández Artime, Ángel (* 1960), spanischer römisch-katholischer Ordensgeistlicher, KurienkardinalÁngel Fernández Artime (* 1960)

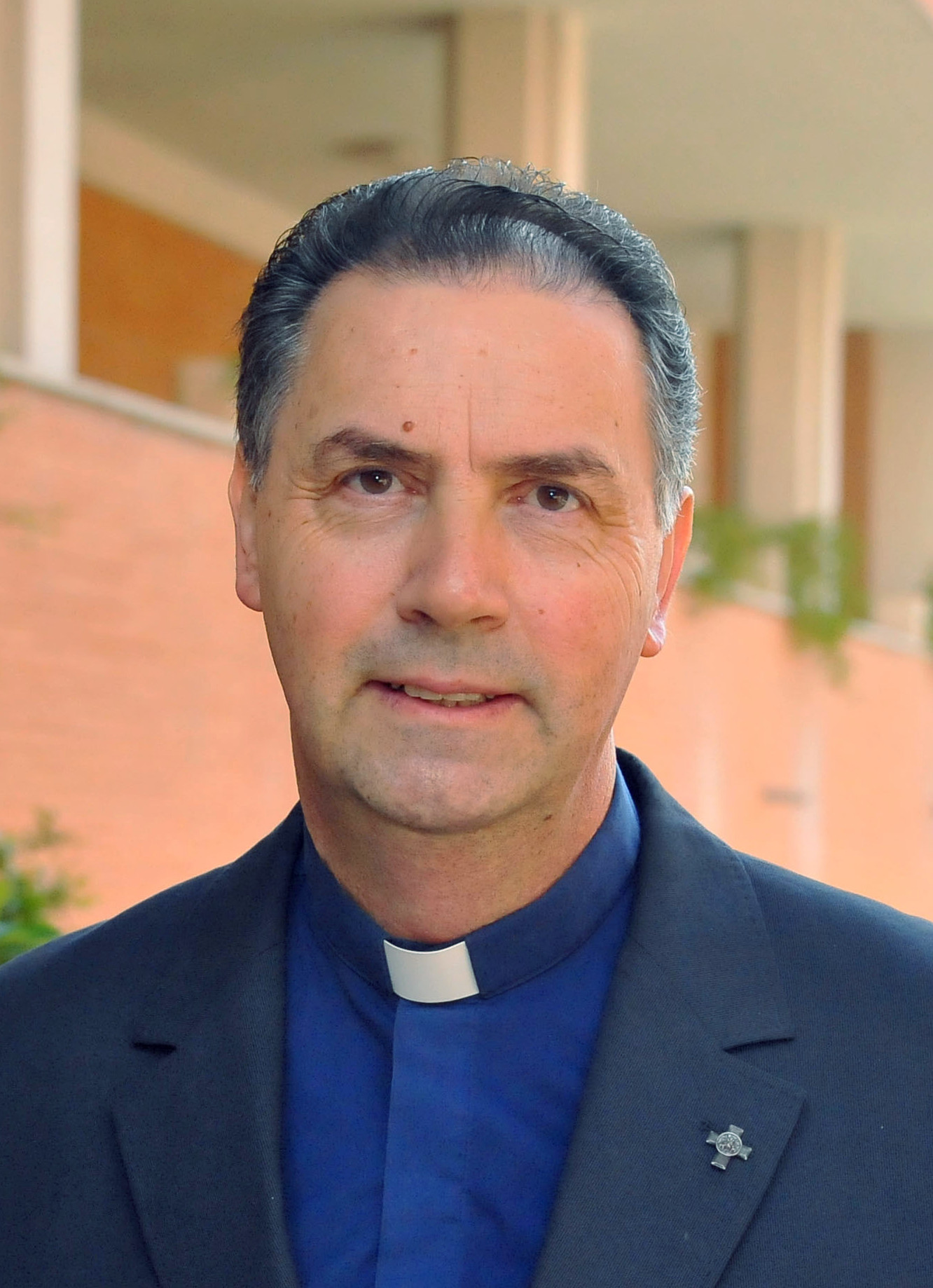
Ángel Fernández Artime (* 1960)

###### Fernandez B
- Fernández Baeza, Mario (* 1947), chilenischer Rechtsanwalt, Hochschullehrer und Politiker
- Fernández Bardesio, José (* 1962), uruguayisch-deutscher Gitarrist
- Fernández Blanco, Alberto (1955–1984), spanischer Radrennfahrer
- Fernández Bonillo, Roberto (* 1962), spanischer Fußballspieler und Trainer
- Fernández Borbalán, David (* 1973), spanischer FIFA-Fußballschiedsrichter
- Fernández Braulio, Víctor (* 1960), spanischer Fußballtrainer

###### Fernandez C
- Fernández Carranza, Carlos, uruguayischer Fußballspieler
- Fernández Casado, Carlos (1905–1988), spanischer Bauingenieur
- Fernández Castaño, Gonzalo (* 1980), spanischer Golfsportler
- Fernández Castrillón, Manuel († 1836), mexikanischer Offizier
- Fernández Chacón, Manuel José (1786–1841), Präsident Costa Ricas
- Fernández Cisternas, José Kurt (1928–2009), chilenischer Fußballspieler
- Fernández Clemente, Adrián (* 1994), spanischer Handballspieler
- Fernández Collado, Ángel (* 1952), spanischer Geistlicher, emeritierter römisch-katholischer Bischof von Albacete
- Fernández Cubas, Cristina (* 1945), spanische Schriftstellerin und Journalistin
- Fernández Cuesta, María Ángeles (* 1950), spanische Künstlerin der Art brut

###### Fernandez D
- Fernández de Avellaneda, Alonso, spanischer Autor
- Fernández de Boán, Juan (1549–1615), spanischer Jurist, vorübergehend Vizekönig von Peru
- Fernández de Castro y de la Cotera, Saturnino (1827–1886), spanischer Erzbischof
- Fernández de Castro, Pedro Antonio (1632–1672), Vizekönig von Peru
- Fernández de Córdoba y Aguilar, Gonzalo (1453–1515), spanischer General und StaatsmannGonzalo Fernández de Córdoba y Aguilar (1453–1515)

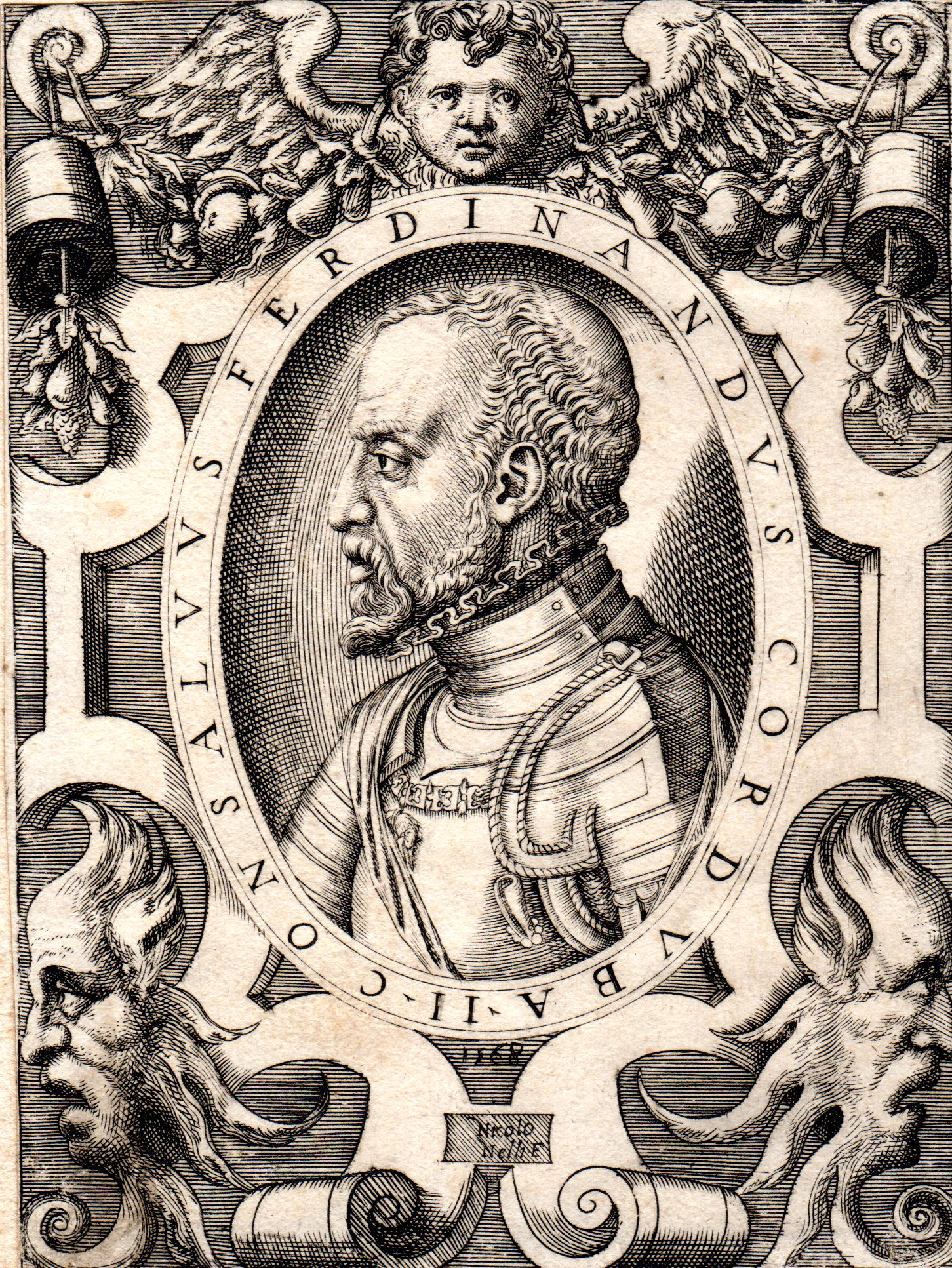
Gonzalo Fernández de Córdoba y Aguilar (1453–1515)

- Fernández de Córdoba y Arce, Luis (* 1589), spanischer Militär und Gouverneur in Chile und später auf den Kanaren
- Fernández de Córdoba y Figueroa, Pedro I. (1518–1552), 4. Graf von Feria und Ritter des Orden vom Goldenen Vlies
- Fernández de Córdoba, Alfonso, spanischer Drucker
- Fernández de Córdoba, Diego (1578–1630), Vizekönig von Mexiko, Vizekönig von Peru
- Fernández de Córdoba, Gonzalo (1585–1635), spanischer und kaiserlicher Feldherr im Dreißigjährigen Krieg
- Fernández de Córdova, Fernando (1809–1883), spanischer Ministerpräsident
- Fernández de Córdova, Luis (1798–1840), spanischer Generalkapitän
- Fernández de Echeverría y Veytia, Mariano (* 1718), mexikanischer Historiker
- Fernández de Gurmendi, Silvia (* 1954), argentinische Juristin und Präsidentin des Internationalen Gerichtshofs
- Fernández de Heredia, Juan († 1396), Schreiber, Humanist, Diplomat und Großmeister des Johanniterordens
- Fernández de Kirchner, Cristina (* 1953), argentinische PolitikerinCristina Fernández de Kirchner (* 1953)

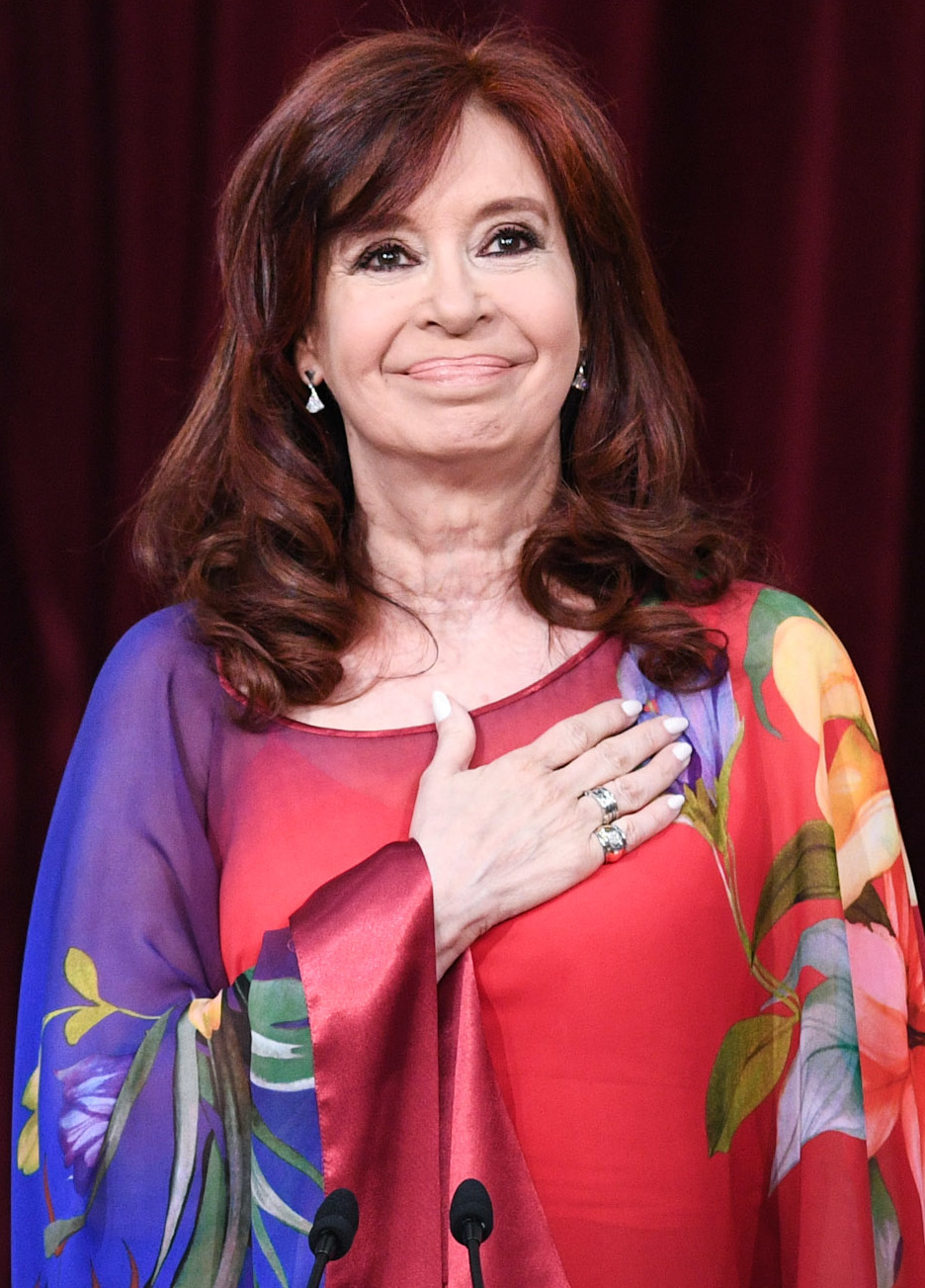
Cristina Fernández de Kirchner (* 1953)

- Fernández de la Cueva Enríquez, Francisco (1666–1733), Vizekönig von Neuspanien
- Fernández de la Cueva, Francisco (1619–1676), Vizekönig von Neuspanien und Sizilien
- Fernández de la Garza, Eduardo (* 1962), mexikanischer Fußballspieler
- Fernández de la Mora, Pilar (1867–1929), spanische Pianistin und Musikpädagogin
- Fernández de la Puebla, Alberto (* 1984), spanischer Radrennfahrer
- Fernández de la Vega, María Teresa (* 1949), spanische Politikerin
- Fernández de Liencres, José Miguel (1898–1975), spanischer Tennisspieler
- Fernández de Lizardi, José Joaquín (1776–1827), mexikanischer Schriftsteller
- Fernández de Madrigal, Alonso († 1455), spanischer Bischof
- Fernández de Moratín, Leandro (1760–1828), spanischer Dramenautor
- Fernández de Navarrete, Juan († 1579), spanischer Maler
- Fernández de Navarrete, Martín (1765–1844), spanischer Historiker, Seefahrer und Wissenschaftsautor
- Fernández de Palencia, Diego, spanischer Abenteurer und Historiker
- Fernández de Portocarrero, Joaquín (1681–1760), spanischer Geistlicher und Kardinal der Römischen Kirche
- Fernández de Rosa, Alberto (* 1944), argentinischer Schauspieler
- Fernández de Velasco y Mendoza, Bernardino (1454–1512), spanischer Adliger, Militärführer und Politiker
- Fernández de Velasco y Mendoza, Íñigo (1462–1528), spanischer Adliger
- Fernández de Velasco, Bernardino (1783–1851), spanischer Ministerpräsident und Schriftsteller
- Fernández de Velasco, Íñigo Melchor (1629–1696), spanischer Heerführer und Staatsmann
- Fernández de Velasco, Juan († 1613), spanischer Militärkommandeur, Diplomat und Autor
- Fernández de Villegas, Pedro (1453–1536), spanischer Kleriker, Übersetzer und Humanist
- Fernández del Paso, Felipe (* 1966), mexikanischer Szenenbildner und Artdirector
- Fernández Díaz, Jorge (* 1950), spanischer Politiker der Partido Popular
- Fernández Domingo, David (* 1977), spanischer Radrennfahrer

###### Fernandez E
- Fernández el Labrador, Juan († 1657), spanischer Stilllebenmaler
- Fernández Escalante, Fernando (1920–2005), argentinischer Diplomat

###### Fernandez F
- Fernández Faingold, Hugo (1947–2025), uruguayischer Politiker
- Fernández Feo-Tinoco, Alejandro (1908–1987), venezolanischer römisch-katholischer Geistlicher, Bischof von San Cristóbal de Venezuela
- Fernández Fernández, Daniel (* 1997), spanischer Fußballspieler
- Fernández Fernández, Jaime (* 1997), spanischer Handballspieler
- Fernández Fernández, Javier (* 1948), spanischer Politiker (PSOE)
- Fernandez Fernandez, Julie (* 1972), belgische Politikerin
- Fernández Ferreiro, Xosé (1931–2015), galicischer Schriftsteller
- Fernández Flores, Diego (* 2000), chilenischer Tennisspieler
- Fernández Flores, Patrick (1929–2017), US-amerikanischer Geistlicher, römisch-katholischer Erzbischof von San Antonio
- Fernández Flórez, Wenceslao (1885–1964), spanischer Journalist und Romancier
- Fernández Fraga, Alicia (* 1992), spanische Handballspielerin

###### Fernandez G
- Fernández Galilea, Leoncio (1892–1957), katholischer Bischof
- Fernández García, César (* 1967), spanischer Jugendbuchautor
- Fernández García, Felipe (1935–2012), spanischer Geistlicher, römisch-katholischer Bischof von San Cristóbal de La Laguna o Tenerife
- Fernández García, Justino (1904–1972), mexikanischer Kunsthistoriker und -kritiker
- Fernandez García, Michel (* 1983), kubanischer Bahn- und Straßenradrennfahrer
- Fernández García, Saúl (* 1985), spanischer Fußballspieler
- Fernández García, Yonathan Jesús (* 1986), chilenischer Biathlet
- Fernández Gondín, Carlos (1938–2017), kubanischer Politiker, Militär und Revolutionär
- Fernández González, Carlos (* 1966), mexikanischer Industriemanager
- Fernández González, Demetrio (* 1950), spanischer Geistlicher und emeritierter römisch-katholischer Bischof von Córdoba
- Fernández González, Sergio (* 1977), spanischer Fußballspieler
- Fernández Guillén, Oscar Gerardo (* 1949), costa-ricanischer Geistlicher, römisch-katholischer Bischof von Puntarenas
- Fernández Gutiérrez, Luis (* 1972), spanischer Fußballspieler
- Fernández Gutiérrez, Víctor Manuel (* 1974), spanischer Fußballspieler und -trainer
- Fernández Guzmán, Arnau (* 2002), spanischer Handballspieler

###### Fernandez H
- Fernández Hermida, Pedro (* 1976), spanischer Radrennfahrer
- Fernández Hidalgo, Gutierre († 1623), spanischer bzw. südamerikanischer Komponist
- Fernández Huidobro, Eleuterio (1942–2016), uruguayischer Politiker und Schriftsteller
- Fernández Hurtado, José Antonio (* 1952), mexikanischer Geistlicher und römisch-katholischer Erzbischof von Tlalnepantla

###### Fernandez J
- Fernández Jaén, Ezequiel (1886–1946), 18. Staatspräsident von Panama
- Fernández Jiménez, Daniel (* 2001), spanischer Handballspieler
- Fernández Juncos, Manuel (1846–1928), Journalist, Dichter, Autor und humanitärer Helfer

###### Fernandez L
- Fernández Laser, Felipe (* 1988), deutscher Autorennfahrer
- Fernández Ledesma, Gabriel (1900–1983), mexikanischer Maler, Bildhauer und Graphiker
- Fernández Lobbe, Juan Martín (* 1981), argentinischer Rugby-Union-Spieler
- Fernández López, Javier (* 1980), spanischer Handballspieler und Handballtrainer
- Fernández López, Javier (* 1991), spanischer Eiskunstläufer
- Fernández López, Víctor (* 1984), spanischer Windsurfer

###### Fernandez M
- Fernández MacGregor, Genaro (1883–1959), mexikanischer Jurist und Rektor der UNAM
- Fernández Maldonado, Mariano (* 1933), mexikanischer Fußballspieler
- Fernández Mañueco, Alfonso (* 1965), spanischer Politiker, Präsident der Junta von Kastilien und León
- Fernández Martín, Fernando (* 1943), spanischer Politiker, MdEP
- Fernández Martín, Juan (* 1957), spanischer Radsportler
- Fernández Meijide, Graciela (* 1931), argentinische Menschenrechtlerin und Politikerin
- Fernández Morán, Humberto (1924–1999), venezolanischer Wissenschaftler
- Fernández Moreno, Inés (1947–2024), argentinische Schriftstellerin

###### Fernandez N
- Fernández Navarro, Amaranta (* 1983), spanische Volleyball- und Beachvolleyballspielerin

###### Fernandez O
- Fernández Oceja, Jesús (* 1974), spanischer Handballspieler
- Fernández Ochoa, Blanca (* 1963), spanische Skirennläuferin
- Fernández Ochoa, Dolores (* 1966), spanische Skirennläuferin
- Fernández Ochoa, Francisco (1950–2006), spanischer SkirennläuferFrancisco Fernández Ochoa (1950–2006)

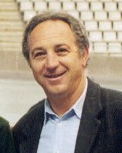
Francisco Fernández Ochoa (1950–2006)

- Fernández Ochoa, Juan Manuel (* 1951), spanischer Skirennläufer
- Fernández Ochoa, Luis (* 1965), spanischer Skirennläufer
- Fernández Olivares, Lya Isabel (* 2007), mexikanische Tennisspielerin
- Fernández Ordóñez, Francisco (1930–1992), spanischer Politiker
- Fernández Oreamuno, Próspero (1834–1885), Präsident Costa Ricas
- Fernández Ortiz, David (* 1970), spanischer Komiker

###### Fernandez P
- Fernández Pacheco, Juan Manuel (1650–1725), Gründungsdirektor der Real Academia Española
- Fernández Palacios, Juan Antonio (* 1963), kubanischer Diplomat
- Fernández Pérez, Ángel (* 1988), spanischer Handballspieler
- Fernández Pérez, Celestino Miguel (1895–1972), spanischer römisch-katholischer Ordensgeistlicher, Bischof von San Marcos

###### Fernandez R
- Fernández Rabener, Arabela (* 1990), spanische Tennisspielerin
- Fernández Ramírez, Salvador (1896–1983), spanischer Hispanist und Grammatiker
- Fernández Ríos, Aida (1947–2015), spanische Ozeanografin
- Fernández Rodríguez, Francisco (* 1944), spanischer Fußballspieler
- Fernández Romero, José Antonio (1931–2011), spanischer Übersetzer und Universitätsprofessor
- Fernández Roura, Eduard (* 1979), spanischer Handballspieler

###### Fernandez S
- Fernández Saínz, Adolfo (* 1948), kubanischer Journalist und Dissident
- Fernández Sainz, Alberto (* 1981), spanischer Radrennfahrer
- Fernández Santini, José (* 1939), peruanischer Fußballspieler
- Fernández Serrano, Hipólito (* 1977), spanischer Fußballspieler
- Fernández Silvestre, Manuel (1871–1921), spanischer GeneralManuel Fernández Silvestre (1871–1921)

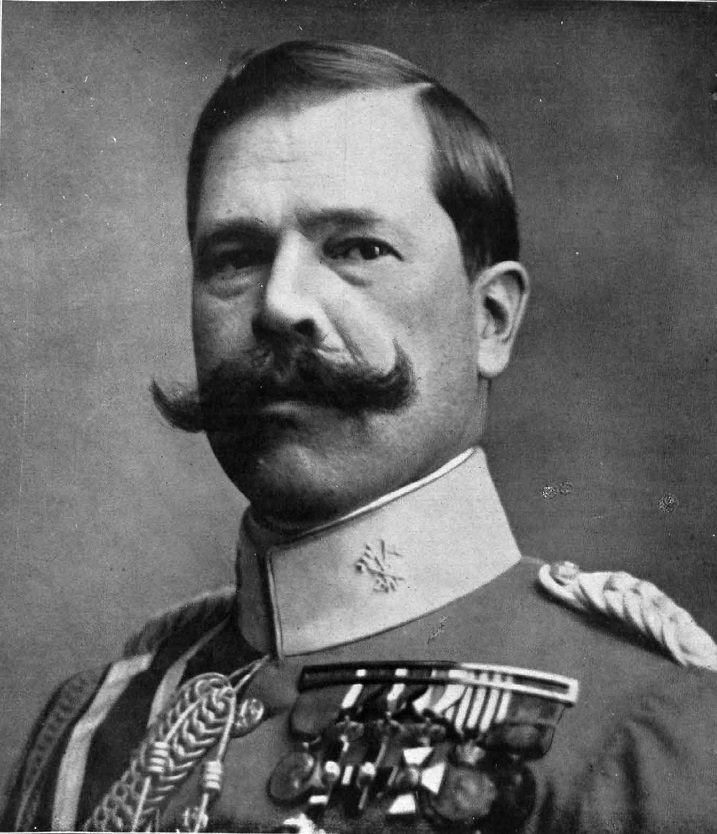
Manuel Fernández Silvestre (1871–1921)

###### Fernandez T
- Fernández Torres, Daniel (* 1964), US-amerikanischer Geistlicher, ehemaliger Bischof von Arecibo
- Fernández Toxo, Ignacio (* 1952), spanischer Gewerkschafter
- Fernández Troncoso, José (1912–2001), mexikanischer Fußballspieler und -trainer

###### Fernandez U
- Fernández Uzzan, Ilan (* 1966), kolumbianischer Modedesigner, ehemaliger Drogenschmuggler

###### Fernandez V
- Fernández Vallejo, Hugo (1945–2022), uruguayischer Fußballspieler und -trainer
- Fernández Vázquez, Marta (* 1973), spanische Journalistin und Schriftstellerin
- Fernández Villaseca, Galo (* 1961), chilenischer Geistlicher, römisch-katholischer Bischof von Talca
- Fernández Villaverde, Raimundo (1848–1905), Ministerpräsident von Spanien

###### Fernandez Y
- Fernández y Fernández, Celestino (1890–1980), mexikanischer Geistlicher, Bischof von Huajuapan de León
- Fernández y González Barriga, Santiago (1768–1847), chilenischer Präsident
- Fernández y Krohn, Juan María (* 1950), spanischer Papstattentäter 1982, traditionalistischer römisch-katholischer Priester

###### Fernandez,
- Fernández, Abelardo (* 1970), spanischer Fußballspieler und -trainer
- Fernández, Adrián (* 1963), mexikanischer Automobilrennfahrer
- Fernández, Adrián (* 1980), argentinischer Fußballspieler
- Fernández, Adrián (* 2004), spanischer Motorradrennfahrer
- Fernández, Adriana (* 1971), mexikanische Langstreckenläuferin
- Fernández, Agustí (* 1954), spanischer Pianist und Komponist
- Fernández, Ainhoa (* 1994), andorranische Fußballschiedsrichterassistentin
- Fernández, Alberto (* 1983), spanischer Sportschütze
- Fernández, Alberto Ángel (* 1959), argentinischer PolitikerAlberto Ángel Fernández (* 1959)

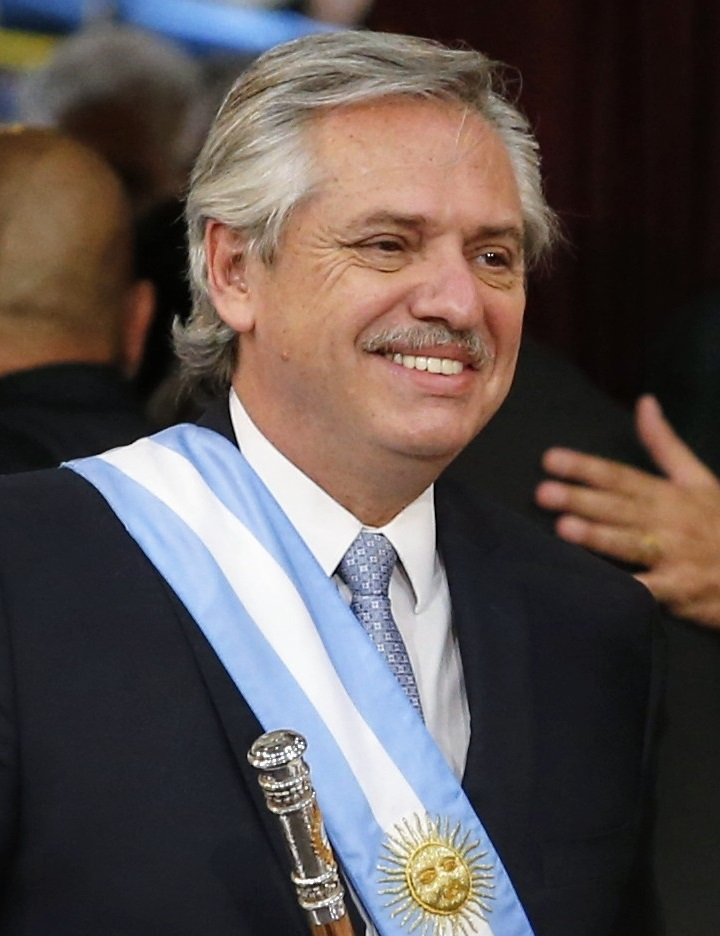
Alberto Ángel Fernández (* 1959)

- Fernández, Alejandro (* 1971), mexikanischer Popsänger
- Fernández, Alejandro (* 2001), spanischer American-Football-Spieler
- Fernández, Álex (* 1992), spanischer Fußballspieler
- Fernández, Alex (* 1994), uruguayischer Fußballspieler
- Fernández, Alfred (1915–1983), indischer Geistlicher, römisch-katholischer Bischof von Allahabad
- Fernández, Alina (* 1956), kubanische oppositionelle Aktivistin, Tochter von Fidel Castro und Naty Revuelta
- Fernandez, Alison (* 2005), US-amerikanische Schauspielerin
- Fernández, Almudena (* 1977), spanisches Supermodell
- Fernández, Álvaro (1960–1987), spanischer Radrennfahrer
- Fernández, Álvaro (* 1985), uruguayischer Fußballspieler
- Fernández, Álvaro (* 1998), spanischer Fußballspieler
- Fernández, Álvaro (* 1998), uruguayischer Fußballspieler
- Fernández, Ana (* 1965), spanische Filmschauspielerin
- Fernández, Ana Ibis (* 1973), kubanische Volleyballnationalspielerin
- Fernández, Anahí (* 1993), uruguayische Fußballschiedsrichterin
- Fernández, Andrés (* 1986), uruguayischer Fußballspieler
- Fernández, Andrés (* 1986), spanischer Fußballspieler
- Fernández, Angy (* 1990), spanische Schauspielerin und Sängerin
- Fernández, Aníbal (* 1957), argentinischer Politiker (Partido Justicialista)
- Fernández, Anna-Maria (* 1960), US-amerikanische Tennisspielerin
- Fernandez, Anthony Soter (1932–2020), malaysischer Ordensgeistlicher, römisch-katholischer Erzbischof von Kuala Lumpur, Kardinal
- Fernández, Antonio (* 1985), uruguayischer Fußballspieler
- Fernández, Antonio M. (1902–1956), US-amerikanischer Politiker
- Fernandez, Ariel (* 1957), argentinisch-amerikanischer physikalischer Chemiker und pharmazeutischer Wissenschaftler
- Fernández, Arístides (1851–1923), kolumbianischer Militär und Politiker
- Fernández, Armando (* 1955), mexikanischer und deutscher Wasserballspieler
- Fernandez, Arran (* 1995), britischer Mathematiker und Hochschullehrer
- Fernández, Arturo (1906–1999), peruanischer Fußballspieler
- Fernández, Augusto (* 1986), argentinischer Fußballspieler
- Fernández, Augusto (* 1997), spanischer MotorradrennfahrerAugusto Fernández (* 1997)

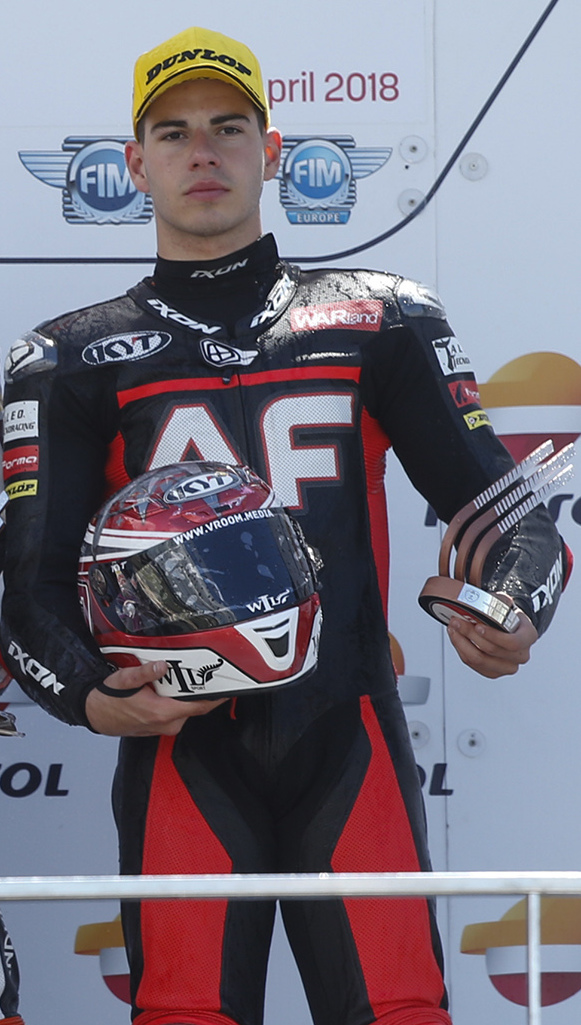
Augusto Fernández (* 1997)

- Fernández, Beatriz (* 1985), spanische Handballspielerin
- Fernández, Begoña (* 1980), spanische Handballspielerin
- Fernández, Beñat (* 2007), spanischer Motorradrennfahrer
- Fernandez, Benedikt (* 1985), deutscher Fußballspieler
- Fernandez, Bianca (* 2004), kanadische Tennisspielerin
- Fernández, Bingen (* 1972), spanischer Radrennfahrer
- Fernández, Blanca (* 1992), spanische Mittel- und Langstreckenläuferin
- Fernández, Borja (* 1981), spanischer Fußballspieler
- Fernández, Brian (* 1994), argentinischer Fußballspieler
- Fernández, Carlos (* 1996), spanischer Fußballspieler
- Fernández, Carlos Alberto (* 1907), argentinischer Diplomat
- Fernández, Carolina, spanische Flamenco-Sängerin
- Fernández, Caué (* 1988), brasilianischer Fußballspieler
- Fernández, Cecilio (* 1959), spanischer Biathlet
- Fernández, César Daniel (* 1954), argentinischer Geistlicher, Bischof von Jujuy
- Fernandez, Charles Henry (* 1954), antiguanischer Politiker
- Fernández, Clarisa (* 1981), argentinische Tennisspielerin
- Fernández, Claudia (* 2006), spanische Padelspielerin
- Fernández, Clemente (1879–1952), spanischer römisch-katholischer Geistlicher, Dominikaner und Präfekt der Apostolischen Präfektur Formosa in Taiwan
- Fernández, Dafne (* 1985), spanische Schauspielerin
- Fernández, Dalixia (* 1977), kubanische Beachvolleyballspielerin
- Fernández, Dani (* 1991), spanischer Popsänger
- Fernandez, Daniel Howard (* 1995), englischer und singapurischer Schachgroßmeister
- Fernandez, David, US-amerikanischer Tänzer und Choreograph
- Fernández, Diego (1703–1775), andalusischer Cembalobauer
- Fernández, Diego (* 1977), uruguayischer Straßenradrennfahrer
- Fernández, Diego (* 1995), uruguayischer Fußballspieler
- Fernández, Dioni (* 1952), dominikanischer Merenguemusiker
- Fernandez, Dominique (* 1929), französischer Schriftsteller
- Fernández, Eduard (* 1964), spanischer Schauspieler und Goyapreisträger
- Fernández, Eduardo (* 1952), uruguayischer Gitarrist
- Fernández, Eliana, spanische Fußballschiedsrichterassistentin
- Fernández, Emiliano (* 1992), uruguayischer Fußballspieler
- Fernández, Emilio (1904–1986), mexikanischer Schauspieler und Regisseur
- Fernández, Enrique (1912–1985), uruguayischer Fußballspieler und -trainer
- Fernández, Enrique (* 1953), uruguayischer Regisseur
- Fernández, Enzo (* 2001), argentinischer FußballspielerEnzo Fernández (* 2001)

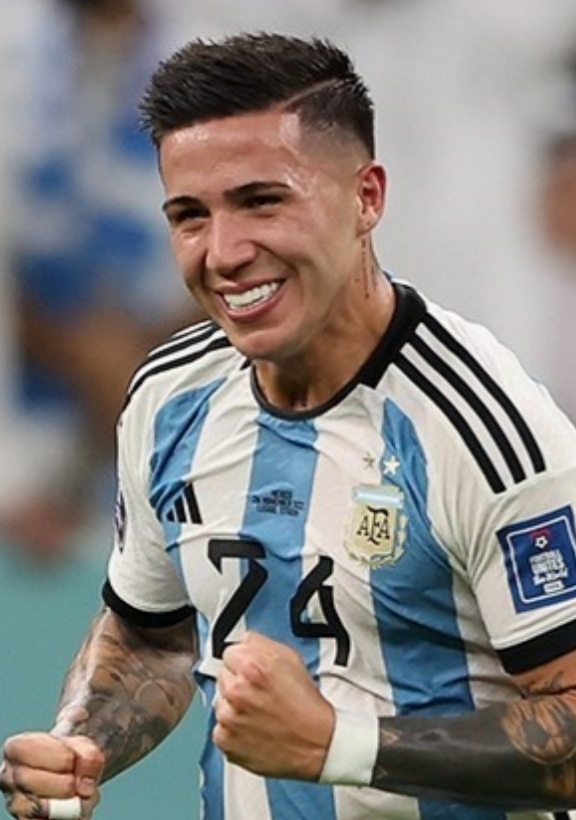
Enzo Fernández (* 2001)

- Fernández, Equi (* 2002), argentinischer Fußballspieler
- Fernández, Ernesto José (* 1966), argentinischer römisch-katholischer Geistlicher, ernannter Weihbischof in Rosario
- Fernandez, Estanislao (1910–1982), philippinischer Politiker und Richter
- Fernández, Eva (* 1994), spanische Jazzmusikerin (Saxophone, Gesang)
- Fernández, Eva (* 2000), bolivianische Mittel- und Langstreckenläuferin
- Fernandez, Ewen (* 1989), französischer Inline-Speedskater
- Fernández, Fabricio (* 1993), uruguayischer Fußballspieler
- Fernández, Federico (* 1989), argentinischer Fußballspieler
- Fernández, Federico Gastón (* 1989), argentinischer Handballspieler
- Fernández, Félix (* 1967), mexikanischer Fußballspieler
- Fernández, Fernando (1916–1999), mexikanischer Schauspieler, Sänger, Drehbuchautor und Regisseur
- Fernández, Fernando (1940–2010), spanischer Illustrator
- Fernández, Fernando (* 1992), paraguayischer Fußballspieler
- Fernández, Fernando Miguel (* 1979), spanischer Fußballspieler und -trainer
- Fernández, Francisco (1932–2010), chilenischer Fußballspieler
- Fernández, Francisco (* 1975), chilenischer Fußballspieler
- Fernández, Francisco Javier (* 1977), spanischer Geher
- Fernandez, François (* 1960), französischer Violinist (Barockvioline)
- Fernández, Frank (* 1944), kubanischer Pianist, Lehrer und Komponist
- Fernández, Gabriel (* 1994), uruguayischer Fußballspieler
- Fernández, Gabriel Héctor (* 1977), argentinischer Fußballspieler
- Fernández, Gerardo (* 1977), argentinischer Radrennfahrer
- Fernández, Gigi (* 1964), puerto-ricanisch-US-amerikanische TennisspielerinGigi Fernández (* 1964)

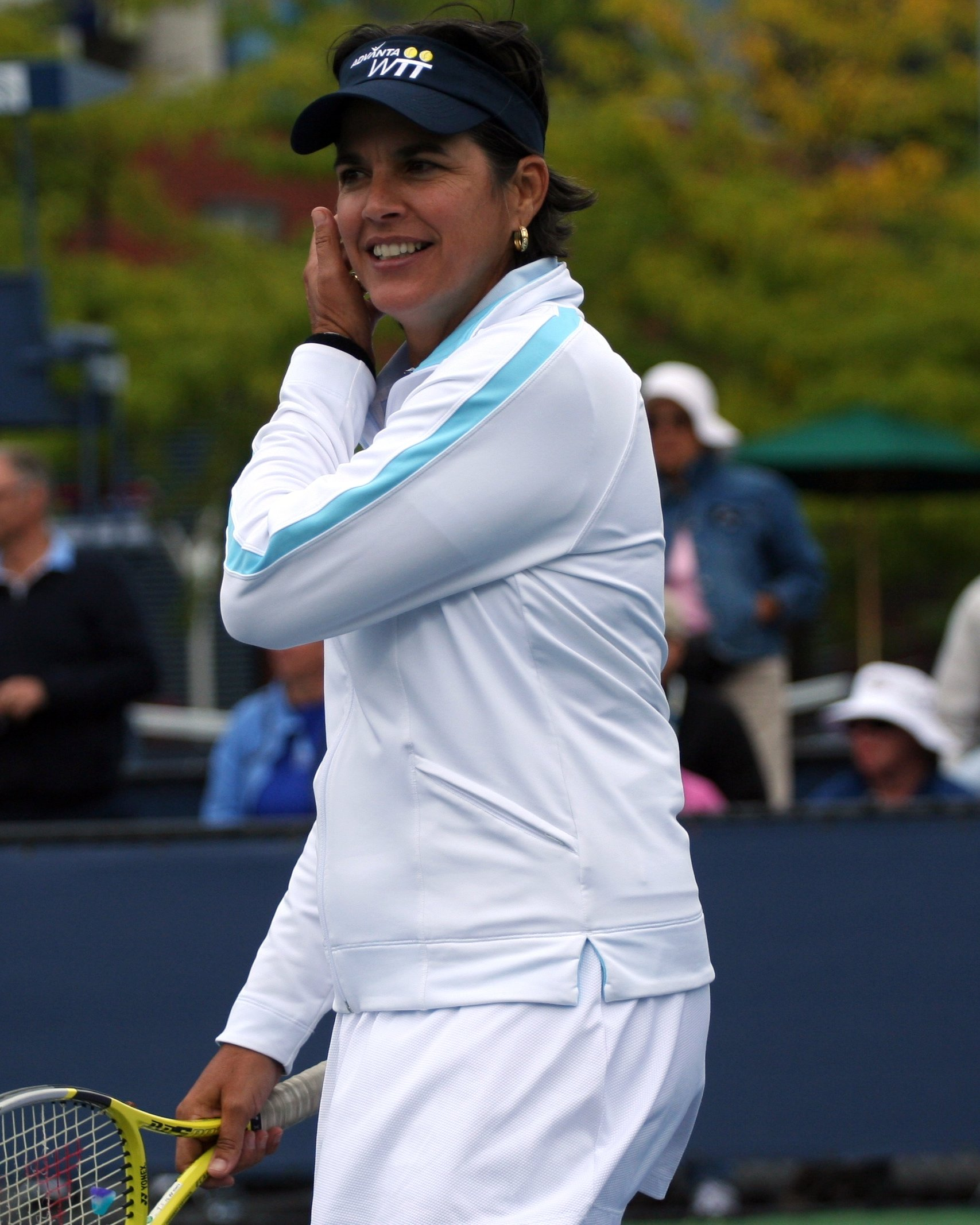
Gigi Fernández (* 1964)

- Fernández, Gilberto (1935–2011), US-amerikanischer Geistlicher, Weihbischof in Miami
- Fernández, Gonzalo (* 1952), uruguayischer Politiker
- Fernández, Gregorio (1576–1636), spanischer Bildhauer
- Fernández, Guillén (* 1964), deutscher Neurowissenschaftler und Neurologe
- Fernández, Guillermo (* 1958), argentinischer Tangosänger und -komponist
- Fernández, Guillermo (* 1986), uruguayischer Fußballspieler
- Fernández, Gustavo (* 1952), uruguayischer Fußballspieler
- Fernández, Gustavo (* 1994), argentinischer Rollstuhltennisspieler
- Fernandez, Guyon (* 1986), niederländischer Fußballspieler
- Fernández, Hernán (1921–2010), chilenischer Fußballspieler
- Fernández, Higinio (* 1988), spanischer Radrennfahrer
- Fernández, Iker (* 1977), spanischer Snowboarder
- Fernandez, Ioseba (* 1989), spanischer Speedskater
- Fernandez, Irene (1946–2014), malaysische Bürgerrechtlerin, Mitbegründerin und Direktorin der Organisation Tenaganita
- Fernández, Isabel (* 1972), spanische Judoka
- Fernandez, Jacqueline (* 1985), sri-lankische Schauspielerin und ModelJacqueline Fernandez (* 1985)

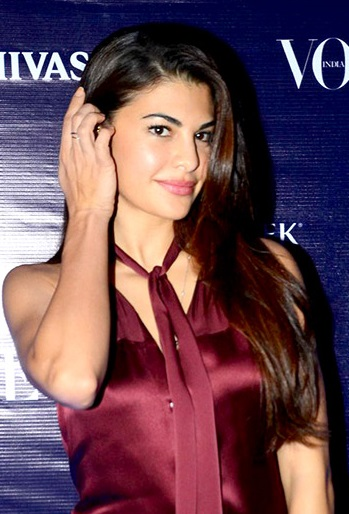
Jacqueline Fernandez (* 1985)

- Fernandez, Jaime (* 1971), australischer Ruderer
- Fernández, Jaime (* 1993), spanischer Basketballspieler
- Fernández, Jana (* 2002), spanische Fußballspielerin
- Fernández, Javier (* 1988), spanischer Fußballspieler
- Fernandez, Jean (* 1954), französischer Fußballspieler und -trainer
- Fernandez, Jérôme (* 1977), französischer Handballspieler und -trainer
- Fernandez, Jerome M. (1901–1992), indischer römisch-katholischer Geistlicher
- Fernández, Jesús (* 1988), spanischer Fußballtorhüter
- Fernández, Joachim O. (1896–1978), US-amerikanischer Politiker
- Fernández, Joaquín (* 1996), spanischer Fußballspieler
- Fernández, Jonás (* 1979), spanischer Politiker
- Fernández, Jordi (* 1982), spanischer Basketballtrainer
- Fernández, Jorge (* 1987), kubanischer Diskuswerfer
- Fernández, Jorge Argentino (1915–2002), argentinischer Bandoneonist, Bandleader und Tangokomponist
- Fernández, José Carlos (* 1971), bolivianischer Fußballspieler
- Fernández, José Ramón (1923–2019), kommunistischer Brigadegeneral in Kuba
- Fernández, José-Maria (* 1945), spanischer Autorennfahrer
- Fernández, Joseíto (1908–1979), kubanischer Sänger und Songwriter
- Fernandez, Joseph Gabriel (1925–2023), indischer Geistlicher und römisch-katholischer Bischof von Quilon
- Fernández, Juan (1536–1604), spanischer Seefahrer und Entdecker
- Fernández, Juan (1930–2020), spanischer Autorennfahrer
- Fernández, Juan (* 1956), dominikanischer SchauspielerJuan Fernández (* 1956)

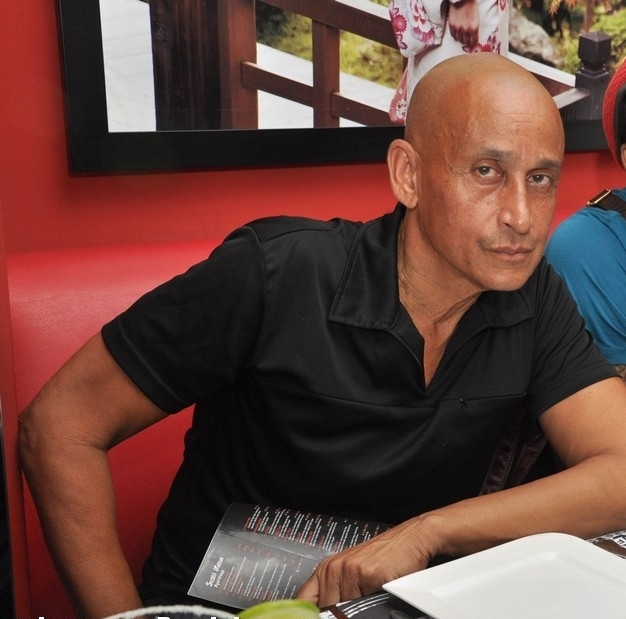
Juan Fernández (* 1956)

- Fernández, Juan (* 1963), argentinischer Biathlet
- Fernández, Juan (* 1991), uruguayischer Fußballspieler
- Fernández, Juan Carlos (* 1984), spanischer Radrennfahrer
- Fernández, Juan Pablo (* 1988), argentinischer Handballspieler
- Fernández, Juan Pedro Cotillo (1914–1936), spanischer Oblate der Makellosen Jungfrau Maria, Märtyrer
- Fernández, Juan Ramón (* 1980), argentinischer Fußballspieler
- Fernández, Julián (* 1995), argentinischer Fußballspieler
- Fernández, Julio Peña (* 2000), spanischer Schauspieler
- Fernández, Koldo (* 1981), spanischer Radrennfahrer
- Fernández, Leandro (* 1983), argentinischer Fußballspieler
- Fernández, Leo (* 1973), argentinischer Schach- und Pokerspieler
- Fernandez, Leo (* 1976), irischer Snookerspieler
- Fernández, Leonardo (* 1998), uruguayischer Fußballspieler
- Fernández, Leonardo Alberto (* 1974), bolivianisch-argentinischer Fußballtorhüter
- Fernández, Leonel (* 1953), dominikanischer Politiker, Staatspräsident der Dominikanischen Republik (1996–2000) und (2004–2012)
- Fernandez, Leylah (* 2002), kanadische TennisspielerinLeylah Fernandez (* 2002)

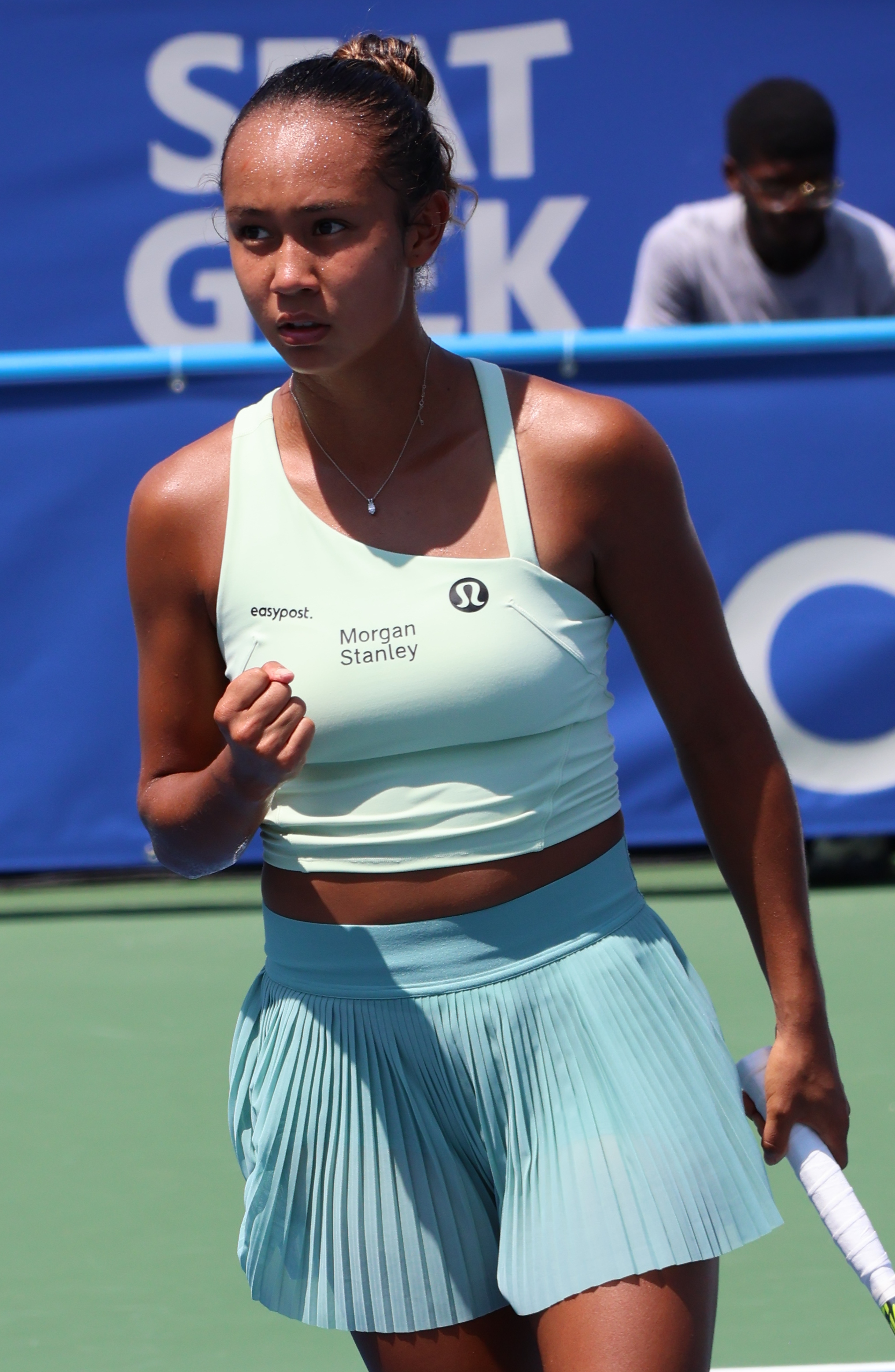
Leylah Fernandez (* 2002)

- Fernández, Liliana (* 1987), spanische Beachvolleyballspielerin
- Fernandez, Lisa (* 1971), US-amerikanische Softballspielerin
- Fernández, Lorenzo (1900–1973), uruguayischer Fußballspieler und -trainer
- Fernández, Lorenzo Antonio (1792–1852), uruguayischer katholischer Geistlicher, Apostolischer Vikar von Montevideo, Rektor der Universidad de la República
- Fernández, Luciana (* 2005), peruanische Mittelstreckenläuferin
- Fernández, Luis (* 1959), französischer Fußballspieler und FußballtrainerLuis Fernández (* 1959)

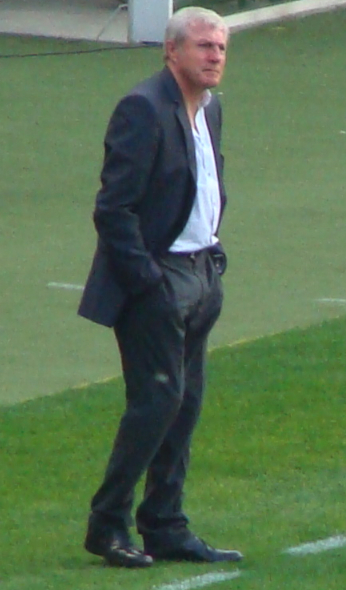
Luis Fernández (* 1959)

- Fernández, Luis (* 1989), paraguayischer Fußballspieler
- Fernández, Luis Alberto (* 1946), argentinischer Geistlicher, emeritierter römisch-katholischer Bischof von Rafaela
- Fernández, Luis Enrique (* 1950), mexikanischer Fußballspieler und -trainer
- Fernandez, Luisa (* 1961), spanische Popsängerin
- Fernández, Macedonio (1874–1952), argentinischer Schriftsteller
- Fernandez, Manny (* 1974), kanadischer Eishockeyspieler
- Fernández, Manuel (* 1989), uruguayischer Fußballspieler
- Fernández, Marcelo (* 1988), uruguayischer Fußballspieler
- Fernández, Marcelo (* 2001), paraguayischer Fußballspieler
- Fernández, María Pía (* 1995), uruguayische Leichtathletin
- Fernández, Mariano (* 1945), chilenischer Politiker, Diplomat und Journalist
- Fernández, Markel (* 2003), spanischer Sprinter
- Fernández, Marta S. (* 1960), argentinische Wirbeltier-Paläontologin
- Fernández, Mary Joe (* 1971), US-amerikanische TennisspielerinMary Joe Fernández (* 1971)

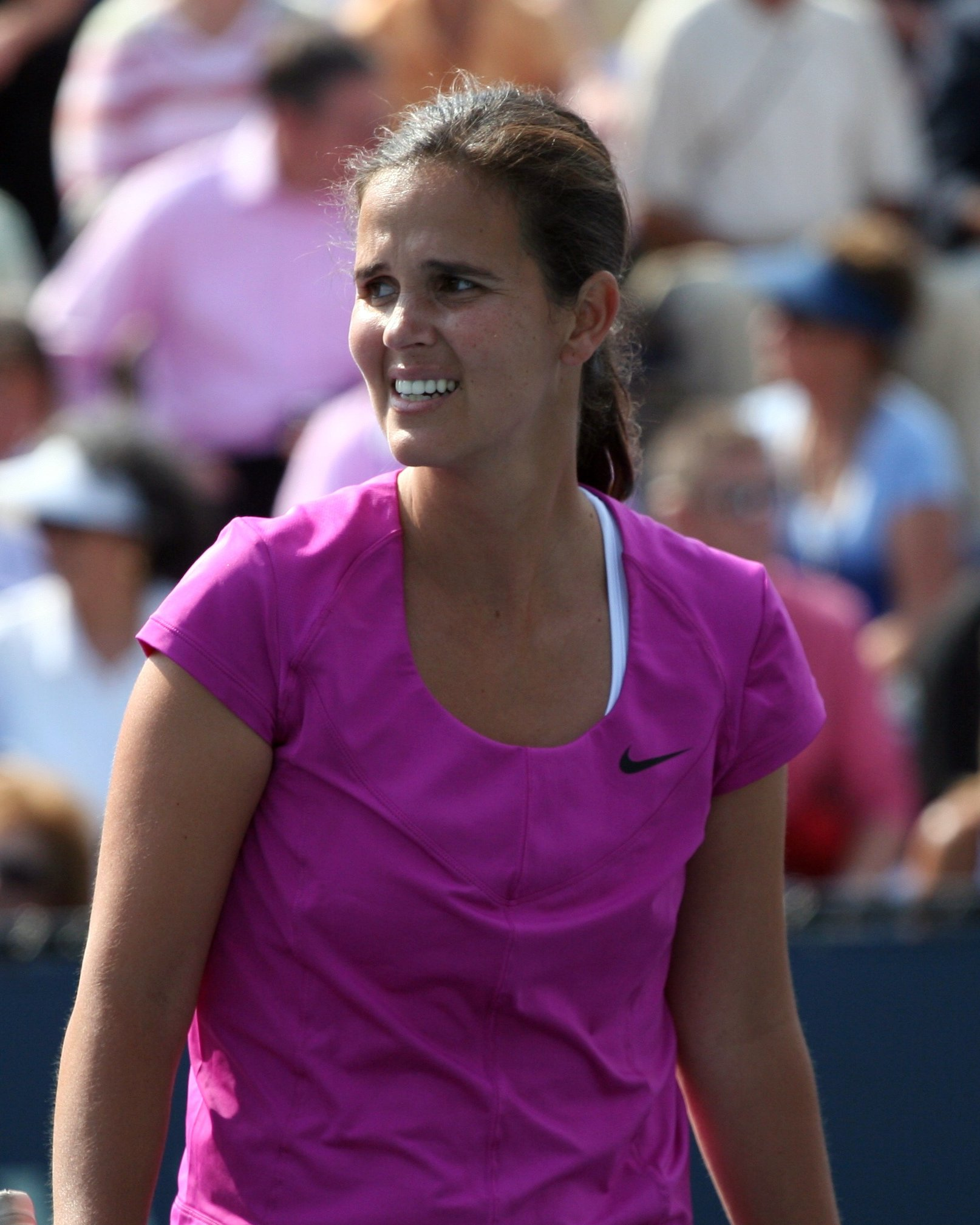
Mary Joe Fernández (* 1971)

- Fernández, Matías (* 1986), chilenischer Fußballspieler
- Fernández, Matías (* 1995), chilenischer Fußballspieler
- Fernandez, Melina (* 2008), deutsche Tanzsportlerin, B-Girl
- Fernández, Mercedes (* 1980), argentinische Gewichtheberin
- Fernandez, Miguel (* 1974), deutscher Comiczeichner, -autor und Cartoonist
- Fernandez, Millane (* 1986), deutsch-indonesische Popsängerin
- Fernández, Nahuel (* 1999), uruguayischer Fußballspieler
- Fernández, Nicolás (* 1999), chilenischer Fußballspieler
- Fernández, Nona (* 1971), chilenische Schriftstellerin, Schauspielerin und Dramatikerin
- Fernández, Nuria (* 1976), spanische Mittel- und Langstreckenläuferin
- Fernandez, Orlando (* 1963), puerto-ricanischer Boxer im Superbantamgewicht
- Fernández, Orlando (* 2007), venezolanischer Speerwerfer
- Fernández, Oscar Lorenzo (1897–1948), brasilianischer Komponist
- Fernández, Pablo (* 2002), spanischer Eishockeyspieler
- Fernández, Paola (* 2000), puerto-ricanische Weitspringerin
- Fernandez, Patrick (* 1985), deutsch-mexikanischer Schauspieler und Moderator
- Fernández, Pedro (* 1969), mexikanischer Sänger
- Fernandez, Percival Joseph (* 1935), römisch-katholischer Bischof
- Fernández, Percy, bolivianischer Bürgermeister
- Fernández, Perico (1952–2016), spanischer Boxer
- Fernández, Ramón (* 1984), argentinisch-chilenischer Fußballspieler
- Fernández, Raúl (* 1978), spanischer Weitspringer
- Fernández, Raúl (* 2000), spanischer MotorradrennfahrerRaúl Fernández (* 2000)

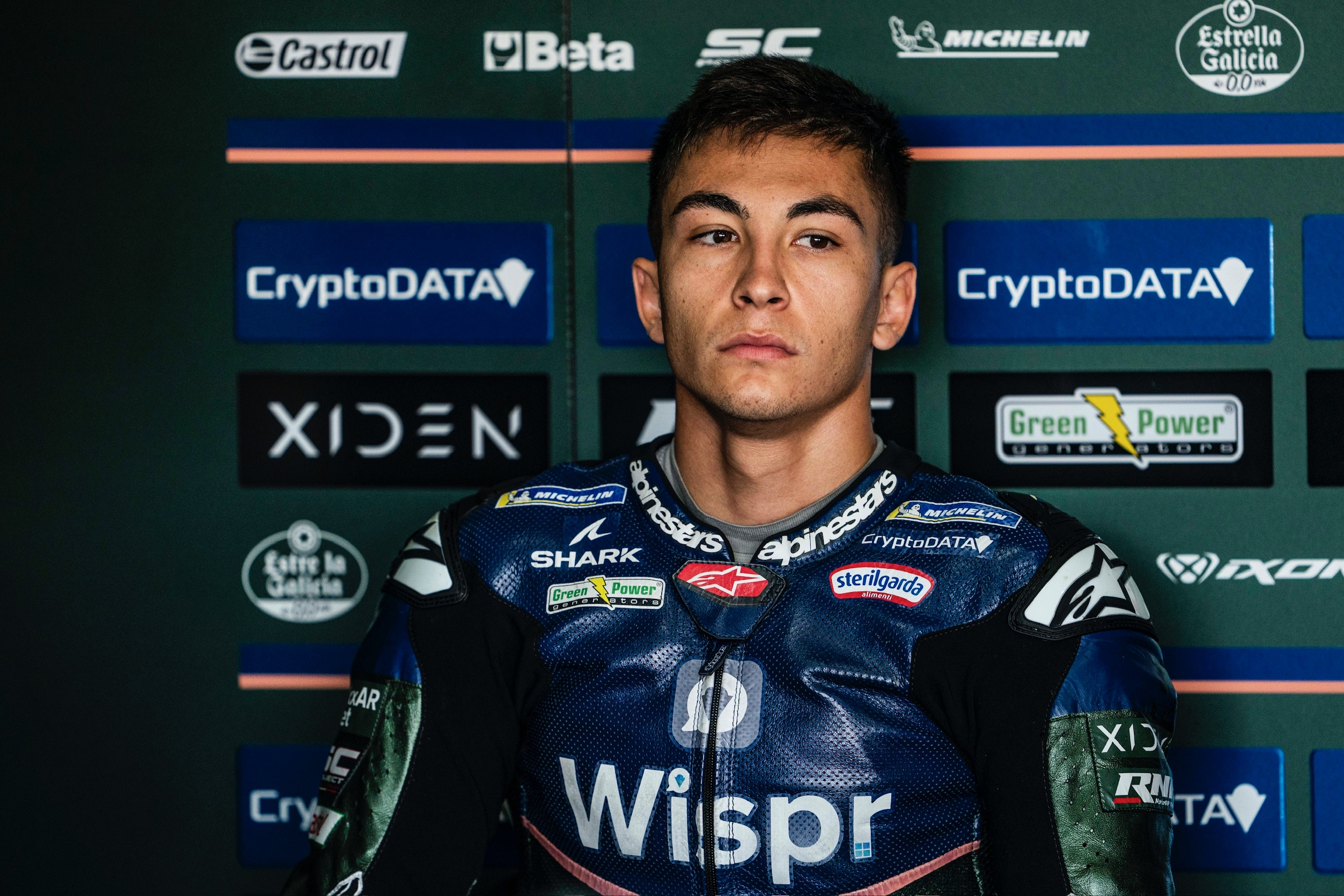
Raúl Fernández (* 2000)

- Fernández, René (1905–1956), bolivianischer Fußballspieler
- Fernández, Ricard (* 1999), andorranischer Fußballnationalspieler
- Fernández, Roberto (* 1937), argentinischer Jazztrompeter
- Fernández, Roberto (* 1998), uruguayischer Fußballspieler
- Fernández, Roberto (* 2000), paraguayischer Fußballspieler
- Fernández, Roberto (* 2002), spanischer Fußballspieler
- Fernández, Roberto Alonso (* 1976), spanischer Fußballschiedsrichterassistent
- Fernández, Roberto Júnior (* 1988), paraguayischer Fußballspieler
- Fernández, Rodrigo (* 1968), mexikanischer Fußballspieler
- Fernández, Rodrigo (* 1996), uruguayischer Fußballspieler
- Fernández, Rommel (1966–1993), panamaischer Fußballspieler
- Fernández, Ronnie (* 1991), chilenischer Fußballspieler
- Fernández, Rosa (* 1957), kubanische Kugelstoßerin
- Fernández, Rosario (* 1955), peruanische Politikerin und ehemalige Premier- sowie Justizministerin
- Fernandez, Rowen (* 1978), südafrikanischer Fußballtorhüter
- Fernández, Rubén (* 1991), spanischer Radrennfahrer
- Fernández, Rudy (* 1985), spanischer BasketballspielerRudy Fernández (* 1985)

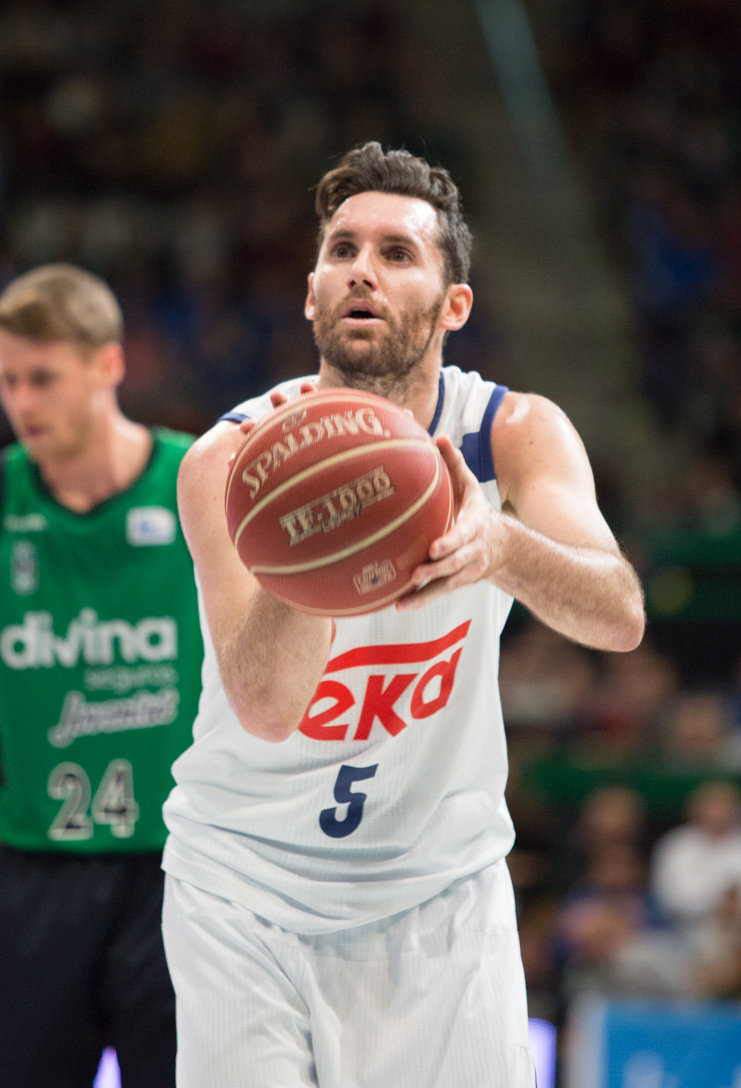
Rudy Fernández (* 1985)

- Fernández, Ruth (1919–2012), puerto-ricanische Sängerin
- Fernandez, Sabine (* 1978), deutsche Schauspielerin
- Fernández, Saleta (* 1997), spanische Hochspringerin
- Fernández, Sebastián (* 1985), uruguayischer Fußballspieler
- Fernández, Sebastián (* 1989), uruguayischer Fußballspieler
- Fernández, Sergio (* 1993), spanischer Leichtathlet
- Fernandez, Shiloh (* 1985), US-amerikanischer Schauspieler und ModelShiloh Fernandez (* 1985)

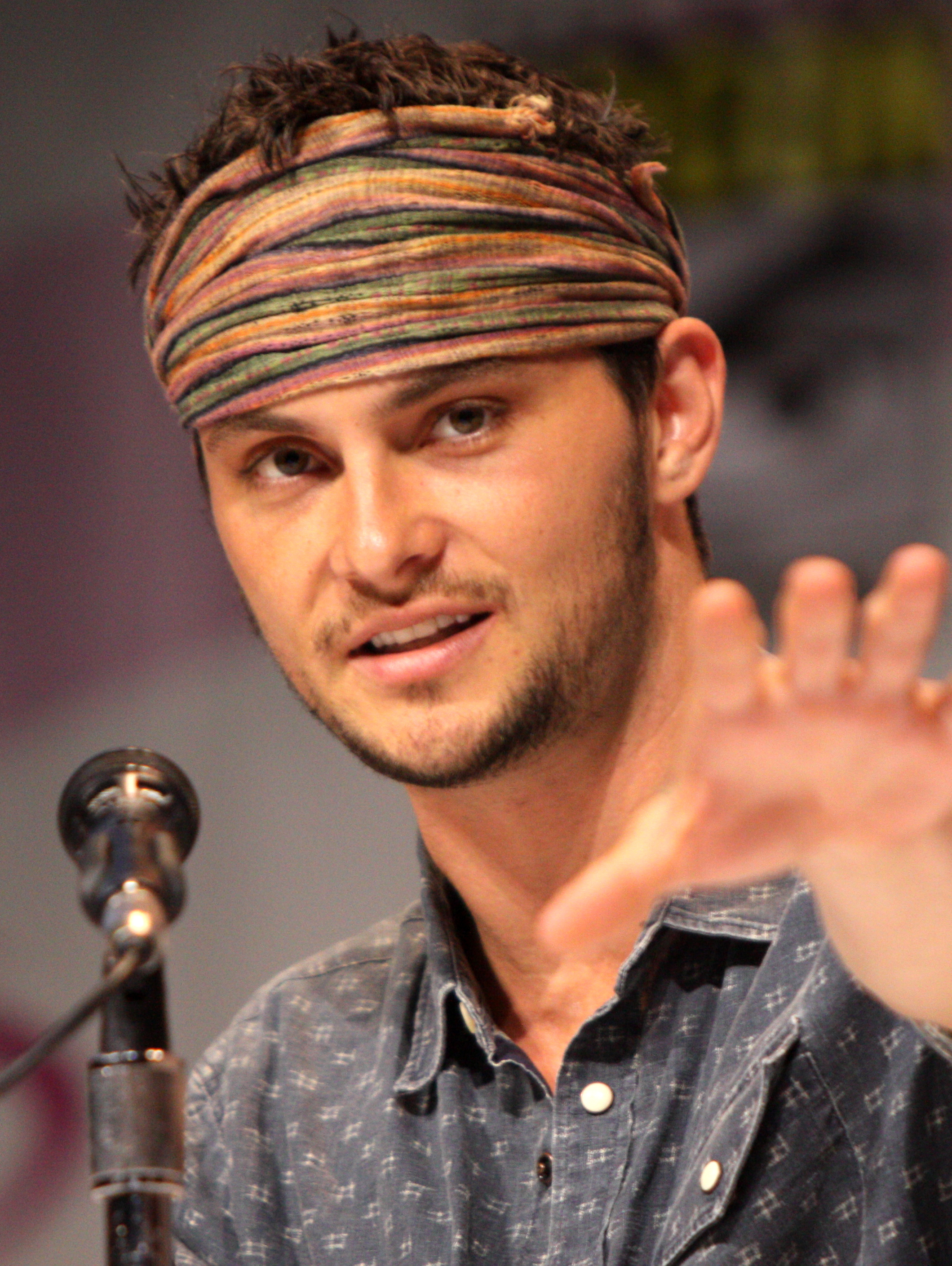
Shiloh Fernandez (* 1985)

- Fernández, Stefanía (* 1990), venezolanisches Model
- Fernández, Teodoro (1913–1996), peruanischer Fußballspieler
- Fernández, Teresita (* 1968), US-amerikanische Installationskünstlerin, Bildhauerin und Fotografin
- Fernández, Tomás (* 1915), kubanischer Fußballspieler
- Fernández, Vicente (1940–2021), mexikanischer Sänger, Schauspieler und Filmproduzent
- Fernández, Vicente (* 1999), chilenischer Fußballspieler
- Fernández, Vicente Romero (* 1955), peruanischer Polizeibeamter und Politiker
- Fernández, Víctor Manuel (* 1962), argentinischer Geistlicher, Kurienkardinal der römisch-katholischen Kirche
- Fernández, Walter (* 1988), uruguayischer Fußballspieler
- Fernández, Walter (* 1989), spanischer Fußballspieler
- Fernandez, Wilhelmenia (1949–2024), US-amerikanische Opernsängerin (Sopran)
- Fernández, Winifer (* 1995), dominikanische Volleyball-Nationalspielerin
- Fernández, Xabier (* 1976), spanischer Segler
- Fernández, Yanga R. (* 1971), kanadisch-amerikanischer Astronom
- Fernández, Yellva de (1890–1971), deutsche Filmschauspielerin

###### Fernandez-A
- Fernández-Aceytuno, Mónica (* 1961), spanische Biologin und Wissenschaftsjournalistin

###### Fernandez-G
- Fernandez-Gil, Clemente (* 1968), deutscher Drehbuchautor
- Fernandez-Gil, Luis, spanischer Schauspieler
- Fernández-Guerra, Aureliano (1816–1894), spanischer Historiker, Antiquar und Schriftsteller

###### Fernandez-M
- Fernández-Miranda, Torcuato (1915–1980), spanischer Politiker und Ministerpräsident

###### Fernandez-O
- Fernández-Ordóñez, Inés (* 1961), spanische Philologin

###### Fernandez-P
- Fernandez-Pardo, Matias (* 2005), belgisch-spanischer Fußballspieler

###### Fernandez-V
- Fernández-Villaverde, José (1902–1988), spanischer Diplomat

###### Fernandi
- Fernandinho (* 1981), brasilianischer Fußballspieler

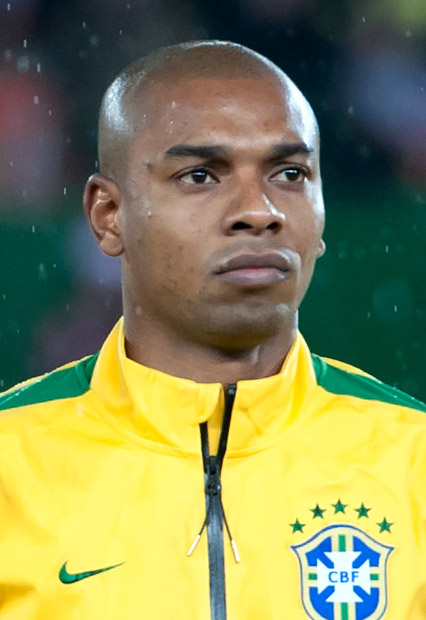
Fernandinho (* 1985)

- Fernandinho (Fußballspieler, Mai 1985) (* 1985), brasilianischer FußballspielerFernandinho (* 1985)
- Fernandinho (Fußballspieler, November 1985) (* 1985), brasilianischer Fußballspieler
- Fernandis, Merwyn (* 1959), indischer Hockeyspieler

###### Fernando
- Fernando (* 1987), brasilianisch-portugiesischer Fußballspieler
- Fernando (* 1999), brasilianischer Fußballspieler
- Fernando Bob (* 1988), brasilianischer Fußballspieler
- Fernando, Ajith (* 1985), deutscher Faustballer
- Fernando, Edmund Joseph (1921–2004), sri-lankischer Geistlicher, Bischof von Badulla
- Fernando, Eranda Dinesh (* 1990), sri-lankischer Dreispringer
- Fernando, Ernest (1938–2022), sri-lankischer Ringer
- Fernando, Estêvão Ângelo (* 1974), mosambikanischer römisch-katholischer Geistlicher, Bischof von Alto Molócuè
- Fernando, Frank Marcus (1931–2009), sri-lankischer Geistlicher, Bischof von Chilaw
- Fernando, Harshani (* 2000), sri-lankische Sprinterin
- Fernando, Joseph Vianney (* 1942), sri-lankischer Geistlicher, römisch-katholischer Bischof von Kandy
- Fernando, Julian Winston Sebastian (* 1945), sri-lankischer Ordensgeistlicher, Bischof von Badulla
- Fernando, Kumudumali (* 1990), sri-lankische Kugelstoßerin
- Fernando, Manilal (* 1949), sri-lankischer Fußballfunktionär
- Fernando, Nicholas Marcus (1932–2020), sri-lankischer Geistlicher, römisch-katholischer Erzbischof von Colombo
- Fernando, Peter (1939–2016), indischer Geistlicher, römisch-katholischer Erzbischof von Madurai
- Fernando, Skiz Jr., US-amerikanischer Label-Gründer, Musiker, Produzent und Supervisor
- Fernando, Thomas (1913–2006), indischer Geistlicher, Bischof von Tuticorin
- Fernandopulle, Jeyaraj (1953–2008), sri-lankischer Politiker

#### Fernau
- Fernau, Hermann († 1935), deutscher Pazifist und Journalist
- Fernau, Joachim (1909–1988), deutscher Journalist, Kriegsberichterstatter der Waffen-SS, Bestseller-Autor und Kunstsammler
- Fernau, Matthias (1822–1858), deutscher Orgelbauer in Stralsund
- Fernau, Michael (* 1955), deutscher Jurist und Bibliotheksdirektor
- Fernau, Pia (* 2002), deutsche Volleyballspielerin
- Fernau, Rudolf (1898–1985), deutscher Bühnen- und Filmschauspieler
- Fernau-Horn, Helene (1892–1975), deutsche Logopädin und Philologin

#### Fernay
- Fernay, Roger (1905–1983), französischer Schauspieler, Dichter und Verbandsfunktionär für Autorenrechte

### Fernb
- Fernbach, Anton (1925–1989), rumänischer Fußballspieler
- Fernbach, Auguste (1860–1939), französischer Biologe und Brauwissenschaftler
- Fernbach, C. W. (1915–1967), österreichischer Schauspieler
- Fernbach, Franz Xaver (1793–1851), deutscher Kunstmaler und Erfinder eines Enkaustik-Verfahrens
- Fernbach, Moses (1893–1983), deutscher Lehrer und Gemeindeleiter
- Fernbach, Sidney (1917–1991), US-amerikanischer Physiker
- Fernbach, Wilhelm (1826–1884), deutscher Maler, tätig in Italien
- Fernbach, Wolfgang (1889–1919), deutscher Sozialist und Teilnehmer der Novemberrevolution
- Fernbacher, Victor (1832–1906), deutscher evangelisch-lutherischer Pfarrer und Autor
- Fernberger, Christoph Carl († 1653), österreichischer Weltreisender und Entdecker

### Ferne
- Ferne, David (* 1994), deutscher Handballspieler
- Ferneck, Christine (* 1968), deutsche Hockeyspielerin
- Fernel, Jean († 1558), französischer Astronom und Physiologe
- Ferner, Andreas (* 1973), österreichischer Kabarettist und Schauspieler
- Ferner, Dieter (* 1949), deutscher Fußballtorwart und -trainer
- Ferner, Diethelm (1941–2023), deutscher Fußballspieler und -trainerDiethelm Ferner (1941–2023)

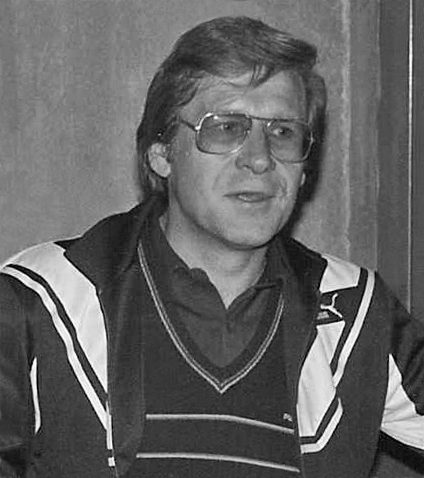
Diethelm Ferner (1941–2023)

- Ferner, Elke (* 1958), deutsche Politikerin (SPD), MdL, MdB
- Ferner, Ellen Elizabeth (1869–1930), neuseeländische sozial engagierte Künstlerin, Fotografin, Friedensrichterin
- Ferner, Finn (1920–2001), norwegischer Segler
- Ferner, Hans (1928–1982), deutscher Politiker (SPD), MdL
- Ferner, Hans-Peter (* 1956), deutscher Mittelstreckenläufer
- Ferner, Helmut (1912–1998), deutscher Anatom
- Ferner, Helmut (1933–2008), deutscher Polizeioffizier und Generalmajor der VP
- Ferner, Johan (1927–2015), norwegischer Segler, Olympiamedaillen-Gewinner und Unternehmer
- Ferner, Joschka (* 1996), deutscher Basketballspieler
- Ferner, Katharina Johanna (* 1991), österreichische Schriftstellerin
- Ferner, Max (1881–1940), deutscher Theaterschauspieler, Schriftsteller und Drehbuchautor
- Ferner, Per Arne (* 1985), norwegischer Jazz- und Fusionmusiker (Gitarre)
- Ferner, Robert (1915–1982), US-amerikanischer Kryptoanalytiker
- Fernex, Solange (1934–2006), elsässische Politikerin, MdEP, Pazifistin und Umweltschützerin
- Ferney, Alice (* 1961), französische SchriftstellerinAlice Ferney (* 1961)

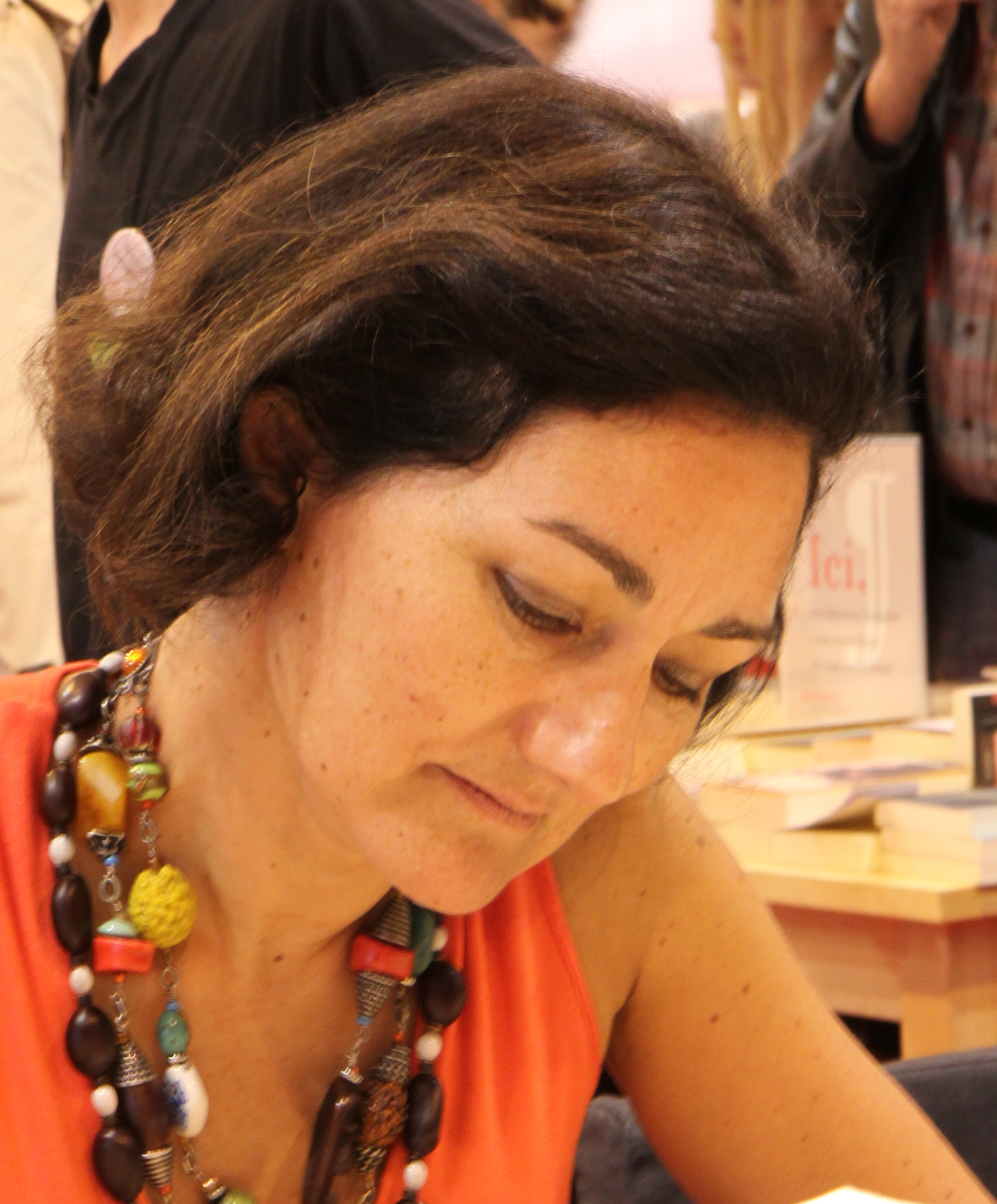
Alice Ferney (* 1961)

- Ferneyhough, Brian (* 1943), britischer Komponist
- Fernez, Maurice (1885–1952), französischer Ingenieur, Erfinder und Kaufmann

### Fernh
- Fernholm, Daniel (* 1983), schwedischer Eishockeyspieler
- Fernholm, Stefan (1959–1997), schwedischer Diskuswerfer
- Fernholz, Alfred (1904–1993), deutscher Psychiater und Organisator der nationalsozialistischen Krankenmorde in Sachsen
- Fernholz, Michael (1938–2014), deutscher Manager und Bankier
- Fernhout, John (1913–1987), niederländischer Fotograf, Kameramann und Regisseur

### Ferni
- Ferni, Angelo (1845–1916), italienischer Geiger
- Fernie, John C. (* 1945), US-amerikanischer Maler, Fotograf und Bildhauer
- Fernie, Willie (1928–2011), schottischer Fußballspieler und -trainer
- Fernihough, Eric (1905–1938), britischer Motorradrennfahrer
- Fernique, Albert (1841–1898), französischer Fotograf, Fototechnik-Pionier und Ingenieur
- Fernis, Hans-Georg (1910–1996), deutscher Historiker und Schulleiter
- Fernis, Philipp (* 1982), deutscher Jurist und Politiker (FDP)Philipp Fernis (* 1982)

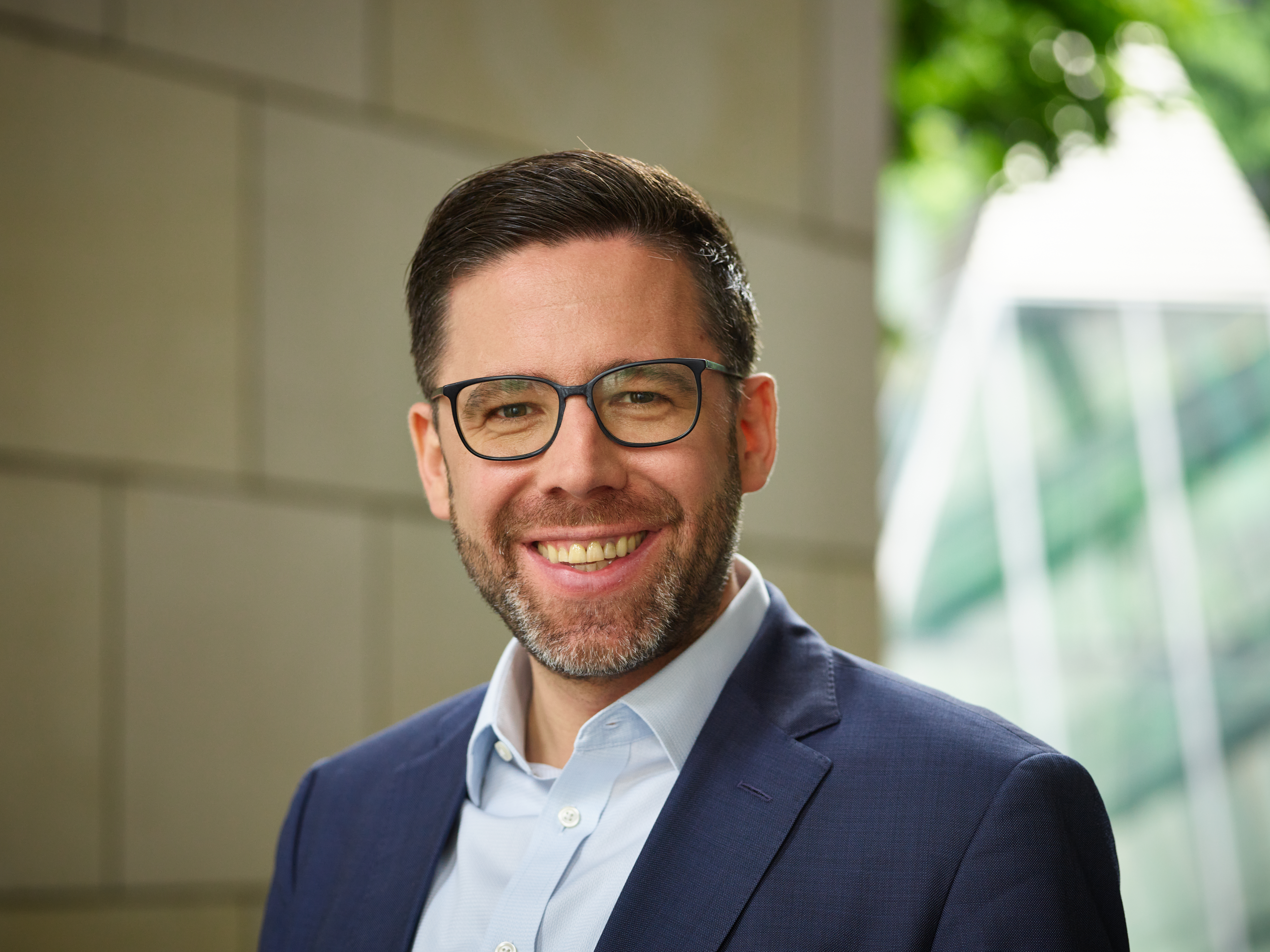
Philipp Fernis (* 1982)

### Fernk
- Fernkorn, Anton Dominik von (1813–1878), deutsch-österreichischer Bildhauer und Bildgießer

### Fernl
- Fernlund, Carl Gustav (* 1950), schwedischer Jurist und Richter am Europäischen Gerichtshof

### Ferno
- Ferno, Hermann (1812–1895), preußischer Politiker, Landrat des Kreises Usedom-Wollin, MdHdA
- Fernolendt, Franz († 1865), österreichischer Industrieller
- Fernon, Emma (* 1987), schottische Fußballspielerin
- Fernós Isern, Antonio (1895–1974), puerto-ricanischer Politiker
- Fernow, Bernice Pauahi Andrews (1881–1969), US-amerikanische Miniaturmalerin
- Fernow, Carl Ludwig (1763–1808), deutscher Kunsttheoretiker und Bibliothekar
- Fernow, Florian (* 1981), deutscher Radrennfahrer
- Fernow, Friedrich (1818–1890), deutscher Rittergutsbesitzer, MdHdA, MdR
- Fernow, Wolfgang (1952–2022), deutscher Kontrabassist und Komponist

### Ferns
- Ferns, Alex (* 1968), britischer Schauspieler
- Ferns, Lyndon (* 1983), südafrikanischer Schwimmer
- Ferns, Phil (1937–2007), englischer Fußballspieler
- Ferns, Rube (1873–1952), US-amerikanischer Boxer
- Fernsebner, Carolin (* 1986), deutsche Skirennläuferin
- Fernside, John (1892–1957), australischer Film- und Theaterschauspieler
- Fernstädt, Anna (* 1996), deutsche Skeletonpilotin
- Fernström, John (1897–1961), schwedischer Komponist und Dirigent